# 舞いあがれ!
『舞いあがれ！』（まいあがれ）は、2022年度後期放送のNHK「連続テレビ小説」第107作で、2022年10月3日から2023年3月31日に放送された日本のテレビドラマである。桑原亮子作、嶋田うれ葉と佃良太の脚本協力で、ヒロインは福原遥。
物語の舞台は、1990年代から現代。空とパイロットにあこがれ、ものづくりの町・東大阪と自然豊かな長崎・五島列島でさまざまな人との絆を育みながら、ネジ工場の営業として奮闘しそして町工場同士をつなげる会社を起業するヒロインの挫折と再生を描く。

## 制作
2021年8月27日、NHKより2022年度後期の連続テレビ小説の制作が発表された。脚本は桑原亮子が務める。長崎県が舞台になるのは2003年度後期の『てるてる家族』以来19年ぶりとなる。
8月28日、主演をオーディションで選出することを発表し、11月25日に2545人の応募の中から福原遥に決定したことが発表された。なお、大阪制作の朝ドラとしては前々作『カムカムエヴリバディ』に続いてのヒロインオーディションとなった。
2022年4月8日にクランクイン。スタジオのほかに、大阪府東大阪市や長崎県・五島列島などで順次撮影が開始された。
6月3日、脚本に嶋田うれ葉と佃良太が新たに加わることが発表された。複数人体制での脚本は、2020年度前期の『エール』（東京制作）以来となる。
7月4日、本作のティザー公式サイトが開設され、7月20日には10月3日から放送開始と発表された。新型コロナウイルスの影響により『エール』の放送休止（2020年6月29日 - 9月11日）以来続いてきた変則日程の解消に伴い、通常サイクルへと復帰することになった。
語りは長崎県出身のシンガーソングライター・さだまさしが担当することが8月2日に発表され、8月30日には主題歌がback numberの「アイラブユー」に決定したことが発表されて、併せてメインビジュアルも公開された。
8月26日、大阪制作の『カムカムエヴリバディ』から公式SNSアカウント（Twitter・Instagram）を引き継ぎ、本作の公式SNSアカウントとして運用が開始された。
2023年1月17日に、最終回が3月31日であることが発表され、2月10日に番組クランクアップ。
3月17日、次作『らんまん』の主演・神木隆之介とのバトンタッチセレモニーが行われた。6月23日、公式サイト閉鎖。
7月7日、秋月史子とリュー北條を主人公としたスピンオフラジオドラマ「歌をなくした夏」が、8月26日に「FMシアター」枠で放送されることが発表された。時系列としては、かつて史子の想い人だった梅津貴司の結婚から2年後、彼女が長山短歌賞佳作を受賞する前になる。

## ロケ地
大阪府東大阪市
大阪府堺市中区
大阪公立大学中百舌鳥キャンパス
大阪府豊中市大阪国際空港南端千里川土手付近
大阪公立大学工業高等専門学校
長崎県・五島列島
奈良県生駒市
生駒山上遊園地
北海道帯広市
航空大学校・帯広分校がある「とかち帯広空港」で、ヒロイン・岩倉舞が入学する航空学校の訓練シーンが撮影された。
北海道幕別町
十勝ヒルズ - 最終審査に合格した次の日に舞とその恋人・柏木弘明がデートした場所。
和歌山県白浜町
南紀白浜空港
滋賀県彦根市

### ロケ地ギャラリー

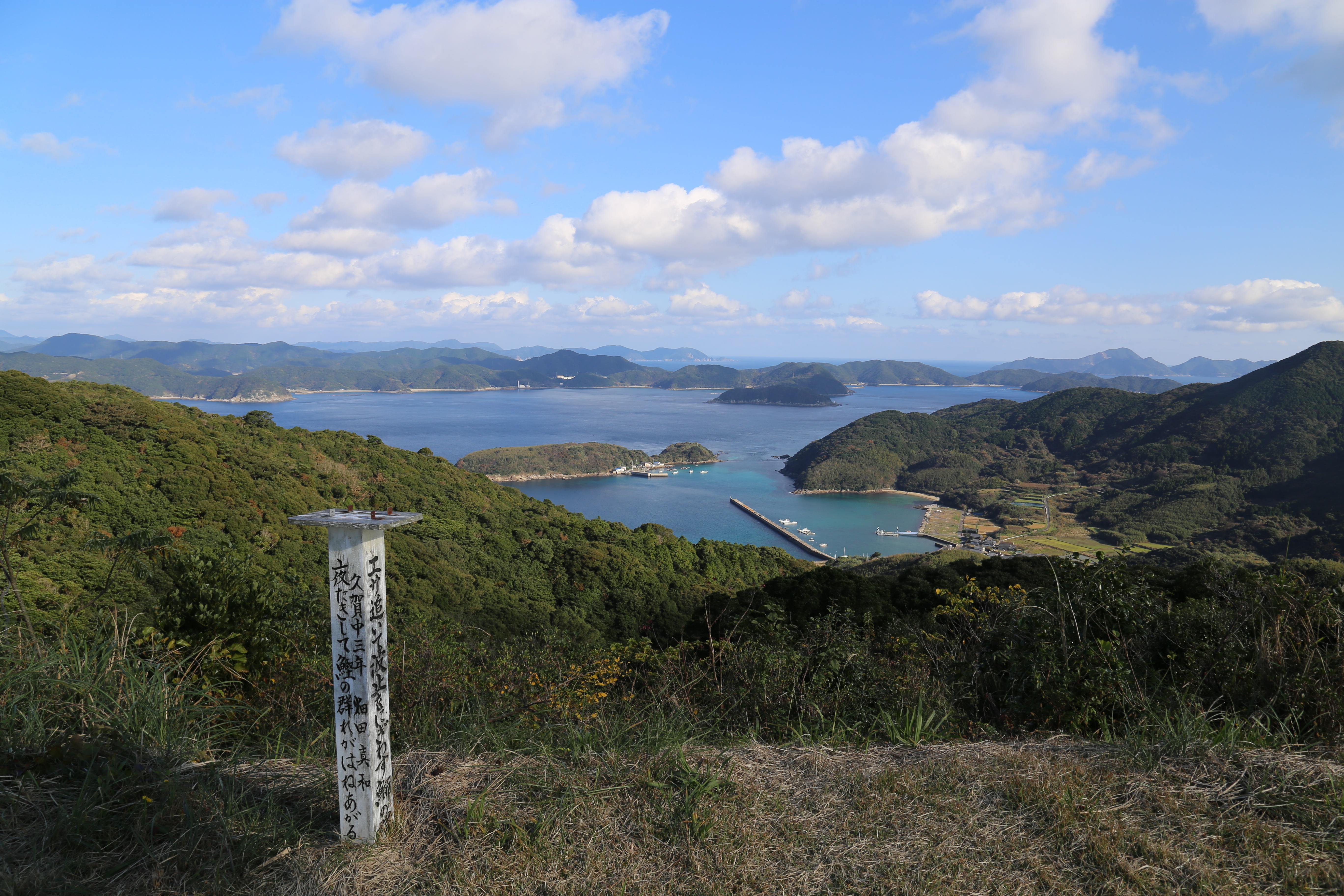
長崎県・五島列島
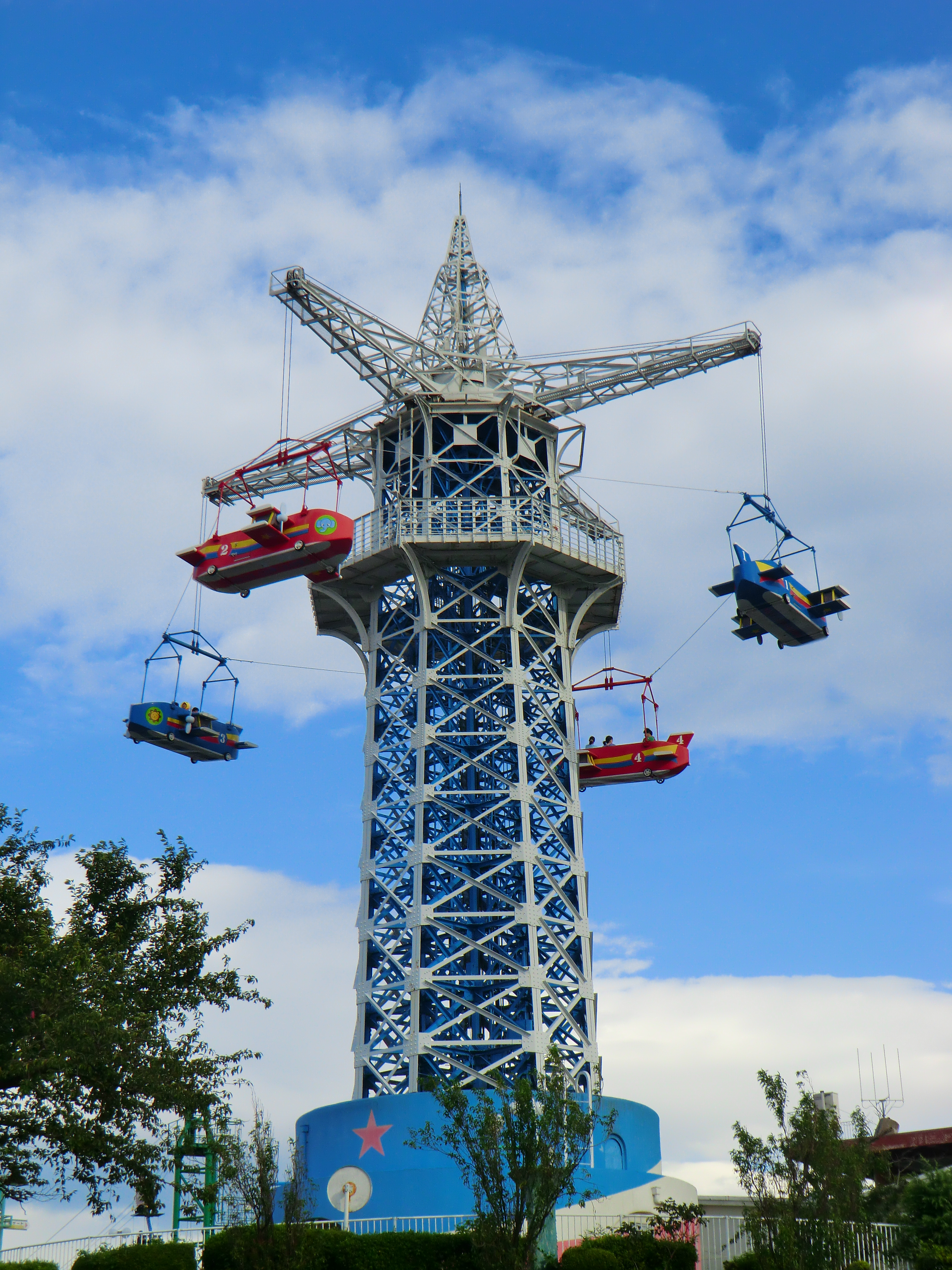
生駒市 生駒山上遊園地
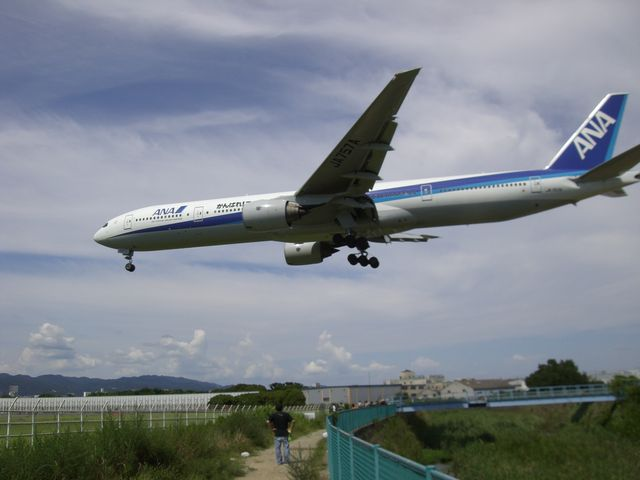
豊中市 千里川土手付近

## あらすじ

### 1994年（幼少期）
東大阪市で螺子工場を営む岩倉家の長女・岩倉舞は体が弱く、原因不明で頻繁に発熱し、小学校も欠席しがちとなっていた。母のめぐみは、舞の看病をしながら中学受験を控え神経質になっている兄の悠人を気にかける一方で、人手不足となった工場の仕事と家事に奔走していた。
ある日、困憊し涙するめぐみを見た父の浩太は、彼女と舞に療養も兼ねて五島列島にあるめぐみの実家に帰省することを勧める。舞の祖母の才津祥子は2人を快く受け入れるが、舞を過剰に気にかけるめぐみと、めぐみの顔色を伺い本心を言えない舞の母娘関係に気づき、めぐみだけ東大阪に戻るよう要請する。大阪に戻るめぐみを見送った舞は、同行した祥子に、めぐみに対する本音を初めて口にする。舞は五島の小学校で、浦一太を始めとする地元の子供達とも交流を深める。
「自分のことは自分でやる」との祥子の指示に当初は戸惑った舞であったが、祥子に背中を押され島の人々に温かく見守られながら様々なことを体験するうちに自主性が身に付き、失敗すらも前向きにとらえる言葉を語ってくれる祥子のおかげで失敗することへの恐怖も克服する。また、五島の伝統であるばらもん凧を自分で空に飛ばすことができ、それがきっかけで舞は空に憧れを抱くようになる。その後、体質が改善したことを確認した祥子の太鼓判を押され、舞は東大阪に戻る。元気になった舞は、自宅の隣のお好み焼き屋の息子・梅津貴司や学校で共にうさぎの飼育係になった望月久留美と仲良くなり、詩や短歌を愛する八木巌が営む古本屋「デラシネ」を秘密基地として交流を深めた。
その頃、浩太の会社は経営が思わしくなく、浩太は客先の「カワチ鋲螺」に何度も仕事を求めに行くも断られ続けていた。そんな時、そのカワチ鋲螺でふと目にした特殊ねじの仕事に注目。そのねじは仕様が難しく、どこの会社からも断られているという。浩太はこの特殊ねじの仕事を引き受け、厳しい納期の中従業員と協力して試作品を作り上げて納品。その品質が客先に認められ、仕事の受注が回復していった。

### 2004 - 2005年（なにわバードマン）
それから10年後。五島のばらもん凧をきっかけに空への憧れを育んだ舞は、ものづくりをしている父の影響もあり飛行機づくりを夢見ていた。大学生になった舞は、浪速大学で航空工学を専攻。人力飛行機のサークル（部活）に入り、「なにわバードマン」の一員として人力飛行機の制作に取り組む。一方、東大に入った悠人は一人暮らししているも、実家に連絡をしないためか、両親を心配させていた。
浩太の会社は、10年前の特殊ねじ製造の成功がきっかけで順調に業績を伸ばし、工場を拡大し従業員数も以前よりかなり増えていた。浩太は会社の知名度アップのため、会社のキャッチフレーズを考えたりホームページの開設を行い、社名も「岩倉螺子製作所」から「株式会社IWAKURA」に改名した。
舞は部員達と共に人力飛行機「スワン号」を完成させるが、テスト飛行中にスワン号がバランスを崩して地面に落下。パイロットの由良冬子が脚を骨折し、本番の記録飛行までに快復が望めなくなってしまう。舞は自らパイロットに立候補し、由良の励ましを受けながら厳しい食事制限とトレーニングを重ねる。そして迎えた本番の日。琵琶湖での記録飛行に臨み、舞は人力飛行機で初めて空を飛ぶ。記録の数値としては残念な内容だったが、その年が最後のフライトになる3年生の想いも乗せて飛ぶことが出来たという意味では成功で、皆に喜んでもらえた。そして舞は、このとき空を飛んだことがきっかけで、空を飛ぶことに魅せられ、パイロットになることを夢見るようになる。その後、舞は大学を中退して航空学校入学する決意を固め、意を決しそれを両親に話す。最初は「大学をきちんと卒業してほしい」と反対されたが、必死に両親を説得して理解してもらい、入学試験に向けて猛勉強に励む。
そして迎えた入試当日。舞は緊張して面接に挑むが、その面接試験会場で同じく受験に来ていた柏木弘明と出会う。その後、舞の元に合格通知が届き、舞は航空学校へ入学を果たす。

### 2006 - 2007年（航空学校）
舞は航空学校に入学し、宮崎本校で寮生活に入る。そこで舞は面接会場で出会った柏木と再会し、柏木や寮のルームメイトとなった矢野倫子ら同期達と切磋琢磨しながら日々勉強を重ねていく。
宮崎本校での座学過程を終えると、帯広校に移動して訓練課程に入る。そこで舞は、鬼教官と恐れられる大河内守教官に出会い、同期の柏木と水島祐樹と同じ班で大河内から指導を受けることになる。舞は訓練機を飛ばして実地訓練を行うが、着陸が苦手で、大河内から度重なる厳しい指導を受ける。同期達とは切磋琢磨し合う過程で絆が強くなっていくが、プリソロチェックの際に水島が不合格になり、フェイル（退学）になってしまう。舞は水島を容赦なくフェイルにした大河内に反感を抱くが、自身が体調を崩した際に大河内が見せてくれた気配りや彼の厳しい指導の裏にある本心を垣間見たことで、大河内に対する認識を改めていく。
柏木とは訓練や学校生活の中で徐々に距離が縮まっていき、彼から告白されるに至る。舞はその場では返事はしなかったが、帯広校での最終試験に合格後に返事をし、柏木と恋人として交際することになる。その後、大阪に帰省した際、同行した柏木を両親に紹介する。浩太は舞が男を連れて帰ってきたことに最初は動揺するが、その夜の食事の席で柏木の誠実な挨拶を目にしたことで、彼を舞の交際相手として認める。
その後、舞は宮崎本校で更なる訓練を積み、同時に就職活動を行う。就活は不採用続きで苦戦したが、ハカタエアライン株式会社から内定をもらうことができ、航空学校の最終試験にも合格し、無事卒業する。柏木は国際線のパイロットになるため、卒業後はアメリカに留学することになり、2人は遠距離恋愛となる。

### 2008 - 2009年（リーマンショック）
IWAKURAの新しい工場が稼働開始した矢先の2008年、世間にリーマンショックの影響が波及し、IWAKURAもその影響を受けて受注が激減。売上が足りず、従業員の給料を岩倉家の貯蓄から捻出しなければならないほどの苦境に陥る。また、舞の就職が内定していたハカタエアラインもリーマンショックの影響を受け、舞の入社が一年延期になってしまう。一方、悠人はヘッジファンドでマネージャーを務めており、雑誌にインタビュー記事が掲載されるほどの敏腕投資家になっていた。浩太は総務経理課長の古川輝海から従業員のリストラを要請されるが、リストラだけは避けたいと拒否し、仕事を得るべく客先を周り頭を下げ続けた。その心労が祟り、2009年1月にはストレス性の胃潰瘍を発症して倒れてしまうが、幸い大事には至らなかった。退院して職場に復帰すると、信用金庫から融資の返済を督促され、会社の抜本的な立て直しを迫られる。舞はIWAKURAの苦境を知ると、就職が一年延びたこともあり、工場の仕事を手伝うと申し出る。頭を悩ませた浩太は、古川の要請に従い、苦渋の決断でパート従業員3名のリストラを断行。彼女らが担っていた商品の梱包作業を舞が行うことになる。
そんな折、突如悠人がIWAKURAの工場にやってきて、その夜、浩太に工場の売却を提案する。浩太はその提案を断り、体調不良を押して会社の立て直しに奔走し、新規の仕事を獲得。試作品も取引先から合格が出て、納期の関係で本発注前に量産を開始。しかしこれが仇となり、取引先から急な設計変更の通知があり、本注文が立ち消えになってしまう。さらにその夜、浩太が工場で心筋梗塞を起こして倒れ、病院に搬送され懸命の救命措置が行われるも、急逝。舞とめぐみは、浩太の突然の死に悲しみ憔悴する。
五島から駆け付けた祥子や梅津家の支えで葬儀を行った後、舞とめぐみは落ち着く間もなく、今後会社をどうするか選択を迫られる。社長代理となっためぐみは、一度はIWAKURAを畳むことを決意。しかし、信金が視察に来る日の早朝に従業員達が工場内を掃除している姿を目の当たりにし、彼らの情熱を知ったことで考えを改め、会社を続けていくことを決意し、IWAKURAの3代目社長に正式に就任する。舞はめぐみを支えるため、ハカタエアラインの内定を辞退してIWAKURAの仕事をやっていくことを決断。柏木に再会した際にその旨を伝える、柏木は「今パイロットを諦めたらきっと後悔する」と舞を説得するが、舞の決意が固いことを悟ると彼女の意思を尊重。二人は別れることになる。
正式にIWAKURAの社員となった舞は、営業担当になり、新しい仕事を得るために客先に営業に向かう。しかし、客先の担当者から知識不足を指摘され、全く仕事を得ることが出来なかった。舞はこのままではいけないと思い、ねじ製造を一から勉強することを決意。笠巻からねじの製造方法の講習を受けながら独学でも猛勉強して知識をつけ、再度営業に挑戦し、薄型テレビに使われるねじの仕事を獲得することに成功した。また、悠人が投資家としてIWAKURAを買い取ることに同意し、それによって信金からの融資も完済。他社に引き抜かれていた結城もIWAKURAに戻り、IWAKURAの復活に希望の光が差した。

### 2013年（飛行機部品への挑戦と兄の疑惑）
リーマンショックから4年後の2013年。IWAKURAの業績は順調に伸びて、舞は営業部のエースとして活躍していた。貴司は八木から預かった鍵で古本屋「デラシネ」を再開し、地元の子供たちに開放。デラシネを経営しながら短歌作りを行っており、後に短歌界の芥川賞と言われる「長山短歌賞」を受賞する。
ある日、舞は「航空機産業参入支援セミナー」があると知り、めぐみと共に参加。翌日、そのセミナーでの舞の発言に注目した日本トップクラスの重工業「菱崎重工」の荒金正人がIWAKURAに来社し、航空機の新型エンジンに使われるボルトの試作を提案される。図面を確認すると、今のIWAKURAの設備では難しいと思われたが、舞は浩太の航空機部品製造の夢を実現するために絶対に挑戦したいと従業員達を説得し、笠巻らの賛同を得る。このボルト試作のプロジェクトは「IWAKURA・夢プロジェクト」と名付けられ、舞がプロジェクトリーダーとなる。舞はこのプロジェクトと並行して、航空機部品の製造に必要な認証規格「JIS Q 9100」の取得に向けた勉強も行う。試作を始めると、材質がこれまでIWAKURAで扱ったことのない硬いの金属のため、圧造・転造共に困難を極める。舞たちは東大阪の他の町工場の設備も借りて試行錯誤の末にボルトを完成させ、そのボルトは品質試験で高い評価を受ける。荒金はめぐみに、IWAKURAも航空機部品に特化しないかと提案するが、めぐみは考えた末に今のIWAKURAの事業を継続することを選択し、航空機部品への参入を断念する。こうして、IWAKURAの航空機部品への挑戦は幕を下ろした。
同年12月、テレビで悠人にインサイダー取引の疑惑があると報じられる。報道を知った舞とめぐみはすぐに悠人に電話するが、全く連絡がつかず、自宅やIWAKURAの工場に大勢の記者が詰めかける事態となる。その夜、悠人が雨の中東大阪の公園で倒れているのが望月佳晴に発見され、彼の自宅で久留美に助けられる。舞とめぐみは久留美から連絡を受けて駆け付け、悠人を連れて自宅に戻る。帰宅後、悠人は舞たちに、投資で巨額の損失を出してしまい、その穴埋めに焦ってインサイダー情報に手を出してしまったと告白。その後、舞から渡された浩太の歩みノートを読み、父が自分のことを分かろうとしてくれていたことを知り、自分の行いと父ときちんと話し合う機会を持たなかったことを後悔。仏前で涙ながらに父に謝罪した。その後は東京に戻って裁判を受け、半年後に金融商品取引法違反の罪で懲役3年・執行猶予5年の有罪判決を受けた。

### 2014年 - 2015年（貴司への想い）
2014年6月。貴司は変わらずデラシネを経営しながら短歌を詠んでいたが、長山出版の編集者のリュー北條から歌集の出版を提案され、彼の要求してくる難題に頭を悩ませていた。そんな時、デラシネに突如、秋月史子と名乗る若い女性がやってくる。彼女は貴司の短歌のファンで、自分の詠んだ短歌を貴司に見てもらうために遥々デラシネまでやってきたのだった。貴司に自分の短歌を褒められて感激した史子は、その後ちょくちょくデラシネにやってくるようになる。舞は貴司への想いを抱きつつも、そんな史子の存在に困惑していく。
同じ頃、五島の祥子達から舞の元に、大阪の福丸百貨店で五島の物産展が開催されるとの連絡が入り、物産展の準備のため、浦信吾・浦一太・椿山さくら・木戸豪らが東大阪にやってくる。物産展は大盛況に終わり、舞や五島の面々で打ち上げが行われる。一太は物産展開催のきっかけを作った百貨店員の熊谷百花に惚れており、その打ち上げの席で告白。百花が告白を受け入れ、2人は付き合うことになる。その夜、舞は久留美から貴司への気持ちを聞かれるが、舞は「気持ちを伝えたら二度と今の関係に戻れないため、このまま親友の関係でいたい」と吐露する。一方の貴司も、今までの関係が壊れる可能性から舞へ思いを告白するのを恐れており、それ故に短歌を詠めなくなっていた。そんな貴司に史子は自分の想いを告白するが、貴司の心は舞のほうを向いていると悟り、身を引くことを決意。舞の自宅を訪問し、彼女に貴司の想いをきちんと聞くよう背中を押す。貴司は北條に、「大切な人の心にど真ん中ストレートを投げるつもりで短歌を書け」と激励され、舞と貴司はついにお互いの想いを告白し、両想いとなる。
翌2015年の3月。舞と貴司は結婚式を挙げ、喫茶「ノーサイド」で披露宴を行う。

### 2015 - 2018年（オープンファクトリー - 「こんねくと」起業）
結婚してしばらくたった頃、舞はうめづで新聞記者の御園純と出会い、IWAKURAが彼女の取材を受けることになる。その後、市役所の職員が工場の騒音調査にやってくる。東大阪では町工場がどんどん潰れていき、その跡地が住宅街になったため、その住民から騒音の苦情が来ているとのことだった。舞はこの事態を受け、住民と町工場の壁を取り払う方法がないかと悩む。そんな時、御園から、町工場で協力し合ってイベントを開催し住民との交流を行う「オープンファクトリー」を提案される。舞は町工場の2代目社長が集まる会でオープンファクトリーを提案するが、一度は反対が相次ぐ。しかし、唯一オープンファクトリーに協力を申し出た的場仁や町おこし担当の市職員安川龍平、「なにわバードマン」時代の先輩で浪速大学の准教授となっていた渥美士郎と学生たちの協力により、参加企業が増えて無事オープンファクトリーを開催でき、成功を収めることが出来た。
オープンファクトリー終了後、舞がうめづで2代目社長達と喜びを分かち合っていると、そこに菱型金網の工場を営む小堺が辛辣な言葉をはさむ。菱型金網は年々需要が減っており、それに伴って会社の売上も厳しく、オープンファクトリーに参加する余裕がなかったためだった。舞はそんな小堺の様子を見て、かつて経営に苦しんでいた時の浩太の姿を思い出し、何とかしたいと考える。そして、会社を畳む決意をする小堺に金網を使った新商品の開発を提案し、いくつか候補を提示する。小堺は最初は無理だと断るが、舞の熱意に押され開発を了承。金網で出来たハンモックを開発し、それをきっかけに小堺の工場は河内大学の金網フェンスやインテリアデザインの仕事を受注する。
舞は小堺の工場の一件がきっかけで、人々と町工場をつなげて新しい仕事を創造し、町工場を活性化させたいと思うようになる。その後、御園のからの提案もあり起業を決意。IWAKURAの子会社として、新聞社を退社した御園とともに「株式会社こんねくと」を設立し、社長に就任する。
こんねくとの顧客第一号としてやってきたのは、パンチングメタルの工場を営む仙波和樹。パンチングメタルの技術を使った新商品を依頼される。舞と御園は考えた末、パンチングメタルによるデザインを使ったランプを提案する。しかし、これを作るには商品の設計から板金までを一貫して行える会社の協力が必要。そこで、板金加工の工場を営む我妻花江に話を持ち掛ける。我妻は、一度は協力を断るが、舞の必死の説得に応じて協力する。その後、試行錯誤の末にランプが完成するが、そこに仙波が大手インテリアショップの瀧本を連れてくる。瀧本はランプを自店で取り扱わせてほしいと提案し、パンチングメタル以外の部分は中国で量産してコストを抑えると話す。舞は「全て東大阪で作らないと意味がない」と主張するが、一方で瀧本の提案を受けたほうが仙波の工場にとっては条件がいいのも理解できるため、舞はランプの販売権を瀧本に譲渡することにする。
同じ頃、久留美は長崎の大病院でフライトナースになりたいと考えていたが、佳晴を一人大阪に残すことに不安を感じていた。佳晴は久留美の希望を聞くと、彼女を応援し、自分も頑張ると告げる。そして、以前から好意を抱いていたノーサイドの津田にプロポーズするも、言葉選びを間違えて失敗に終わる。だが、佳晴は諦めず、こんねくとを訪問。金属アレルギーでも身に付けられる指輪を作って欲しいと依頼する。舞たちは我妻に頼み、チタン製の指輪を製作。それを持って佳晴は津田に「ずっと一緒にいたい」と本心を告白しプロポーズ。津田はOKし、二人は結婚することになる。
その後、舞の妊娠が判明する。
2016年8月、舞は長女・歩を出産。久留美は長崎へ旅立つが送別会で悠人が告白する。それから2年後、祥子が脳梗塞で倒れて入院。後遺症が残り、船には乗れなくなる。祥子は船を人に譲り、大阪で舞たちと同居を始める。なにわバードマンの刈谷と玉本が倉庫を探して舞を訪ねてくる。二人は「空飛ぶクルマ」の開発を進めていた。

### 2018 - 2027年（空飛ぶクルマ就航）
「空飛ぶクルマ」は開発が難航していた。舞は業務提携を申し出て、製作に協力。悠人の紹介で投資者を見つける。協力者も増え開発は順調に進む。一方スランプに陥っていた貴司は短歌を辞めようとしていた。2020年1月、舞は貴司をパリにいる八木の元へ送り出す。
悠人と久留美は結婚。貴司はパリで八木と対面したが、新型コロナの流行で貴司は帰国できなくなる。貴司は舞を思いながら随筆を書き始める。祥子は五島に帰りたいと口にするようになる。舞は離島や山奥をつなぐ新しい飛行機をデザインする。2020年4月、貴司が帰国。空飛ぶクルマは飛行試験を繰り返し実用化を目指す。2027年、祥子とめぐみはフェリーで帰島。空飛ぶクルマ「かささぎ」の初運用が決まり、五島で初フライトが行われる。舞はパイロットととなり祥子を乗せて離陸。五島列島の空を飛ぶ。

## 登場人物
原則、女性キャラクターは名前、男性キャラクターは主人公達の身内、広田大樹のような少年、フルネームが明らかになっている家族が登場している（八神蓮太郎など）以外は名字で表記するが、どれにも該当しない結城章は舞を含め、ほとんどの主要人物から名前で呼ばれているため、彼のみ「章」とする。また、リュー北條については、そのまま表記する。

### 主人公
岩倉舞（いわくら まい） → 梅津舞（うめづ まい）
演 - 福原遥（幼少期：浅田芭路）
本作の主人公。1986年2月19日生まれ。子供の頃は病弱で引っ込み思案な性格で、母は心配のあまり過干渉ぎみであったが、転地療養のため預けられていた五島の母の実家で、祖母・才津祥子の教育により自分で出来ることを増やせるようになり、失敗に対する恐れを克服する。そして、五島のばらもん凧に魅せられたことから空に憧れるようになり、飛行機を作ることを夢見るようになる。
その夢を叶えるために大学で航空工学を専攻することにし、浪速大学に入学。その大学で人力飛行機のサークル「なにわバードマン」に入り、そこで人力飛行機作りに勤しむ。テスト飛行でパイロットの由良冬子が負傷した際、スワン号を飛ばすという部員皆の夢を叶えるため、自らパイロットに志願。厳しいトレーニングと減量に励み、琵琶湖での記録飛行に挑む。記録飛行では、女性パイロットの世界記録には到底及ばなかったが、15分間・3.5kmを飛行。その飛行がきっかけで、空を飛ぶことに魅せられ、旅客機のパイロットを目指すことを決意する。
両親を必死に説得し、浪速大学を中退して航空学校に行くことを許してもらい、猛勉強を重ねて受験当日を迎える。その面接会場で、同じく航空学校を受験していた柏木弘明に出会った。その後、航空学校（第53回生 III期）に合格する。
航空学校では、最初に宮崎本校で座学過程があり、そこで同じく合格していた柏木に再会。柏木や寮のルームメイトの矢野倫子ら同期Aチームの面々と切磋琢磨しながら勉強に励み、強い絆で結ばれていく。帯広校の訓練課程では、柏木と水島祐樹と共に、鬼教官と恐れられる自衛隊出身の大河内守教官から指導を受けることになる。舞は着陸が苦手で苦戦するが、柏木や同期のサポートで何とか訓練を重ねていく。また、その中で柏木との距離が徐々に縮まり、彼から好きだと告白されるも、恋愛経験が乏しい舞はすぐには返事できなかった。
そんな中、プリソロチェックで水島が合格できずフェイル（退学）となり、彼を容赦なくフェイルさせた大河内のことを、ただの冷酷な人間だと思い、強い反感を抱く。そして、大河内を見返すため、他の学生より訓練が遅れることを覚悟の上で着陸の特訓を大河内に直訴する。しかし無理が祟って熱を出してしまう。だが全く予想外なことに大河内からアイスクリームの差し入れがあり、また体調が戻った際に、今では飛ぶのが辛く何のために訓練しているのかよく分からなくなってきた、と苦しい胸の内を吐露したところ大河内は「（自分は若い頃は体調を崩した時に）飛べなかったことが、辛かった」「訓練や審査に囚われず、なぜパイロットになりたいと思ったのか思い出せ」と助言。さらには、ソロフライトで強風のため急遽釧路に向かうことになり極度の不安と緊張と孤独感に苦しめられた時には大河内が自ら訓練機を飛ばして自分と並び飛んで釧路まで誘導してくれたこと、さらにフェイルにした水島の人生のことも大河内は考えていたことなどを知り、彼への見方を徐々に改めていく。その後、同期達のサポートを受けて訓練の遅れを取り戻し、無事帯広での最終試験に合格。同時に行っていた就職活動も苦戦したが、「ハカタエアライン株式会社」から内定を貰うことができた。その後に柏木から誘われて2人で出かけ、そこで彼に告白の返事を伝えたことで、柏木と相思相愛の仲になり、付き合うことになる。ただ、柏木は卒業後すぐにアメリカに留学に行くため、遠距離恋愛となり、忙しい中でも時々電話で連絡を取り合う。
2009年1月、リーマンショックの影響で就職の1年延期が決まる。その後、めぐみから祥子が怪我をしたと聞き、祥子を手伝うために五島に向かう。そこで祥子宅に山村留学に来ていた森重親子（かつての自分とめぐみのような、過干渉の母親とその子供）と知り合い、貴司とともに無愛想な性格の息子・朝陽と交流し、少しずつ朝陽の心を開いていく。
そんな時、めぐみから浩太が入院したとの連絡を受け、急いで東大阪に戻る。病室の浩太を見舞った日の夜、めぐみの口から浩太の会社がリーマンショックの影響で苦境に立たされていると聞かされる。その後、浩太が退院し職場復帰すると、自分も工場を手伝うと申し出て、浩太が苦渋の決断でリストラしたパート従業員の後任として、商品の梱包作業に従事する。ところが、浩太が取ってきた特殊ねじの仕事が量産開始の矢先に本注文が立ち消えになり、さらに浩太が心筋梗塞で急死。父の突然の死に、めぐみとともに悲しみ憔悴する。葬儀後はめぐみが社長代行として会社を畳むことを決断するが、工場を無くしたくない一心で悠人に頭を下げてIWAKURAへの投資をお願いするも、断られてしまう。従業員達の情熱を目の当たりにしためぐみが会社を続ける決意をし、正式に社長に就任すると、工場で全力でめぐみを支えていこうと決める。めぐみが3人のリストラを決定すると、めぐみと共に彼らの再就職先を探しに動く。そんな中、東大阪に来た柏木と再会し、彼にハカタエアラインへの就職内定を辞退しIWAKURAの仕事を手伝っていく旨を伝えた。舞の決意が固いと悟った柏木から「少しの間でも共にパイロットを目指せて幸せだった」と告げられ、柏木と別れることになる。
ハカタエアラインの内定を辞退し正式にIWAKURAの社員になると、営業担当として客先をまわる。しかし、新しい仕事を得られないばかりか、カワチ鋲螺の森本から知識不足を指摘される。そのため、一からねじ製造を学ぶ決意をし、笠巻久之に頼んでねじ製造の講習をしてもらう。彼の講習と独学で知識を身に着け、再度カワチ鋲螺へ営業に向かうが、森本から勉強ぶりを褒められるも仕事は断られる。しかし、帰社後に森本から連絡があり、薄型テレビに使われるねじの仕事の獲得に成功する。
2013年には、IWAKURAの営業部のエースとして活躍している。めぐみと共に「航空機産業参入支援セミナー」に参加し、そこでの発言が日本トップクラスの重工業会社「菱崎重工」の荒金の目に留まる。後日、その荒金がIWAKURAの工場を見学に訪れ、航空機の新型エンジンに使われるボルトの試作を提案される。浩太の夢実現のため、どうしてもこのボルトを作りたいと思い、めぐみや会社の面々を説得。ボルト試作のプロジェクト「IWAKURA・夢プロジェクト」が発足し、そのプロジェクトリーダーとなる。また、そのプロジェクトを進めながら、航空機部品の製造に必要な認証規格「JIS Q 9100」の取得に向けて勉強を重ねる。ボルトは無事完成し、品質試験で高い評価を受けたが、社長のめぐみは塾考の末に飛行機部品への特化を否定。めぐみの考えを受け入れ、飛行機部品製造の夢が終わった。
悠人のインサイダー取引疑惑が報じられているのを知ると、すぐに悠人に連絡を取る。その夜、記者がいて自宅に入れないため貴司のいる「デラシネ」に身を寄せるが、久留美から悠人が倒れていたとの連絡を受け、めぐみと共に久留美の家に駆け付ける。悠人と共に自宅に帰ると、自室にいる悠斗に浩太の歩みノートを見せ、悠人が浩太の思いを知って自身の過ちを後悔するきっかけを作った。
2014年には、IWAKURAの営業の仕事を続けながら、ちょくちょく貴司のいる「デラシネ」に出入りしている。そこに貴司のファンだという史子が出入りするようになると、彼女の存在が気になるようになる。貴司に対しては親友以上の感情を抱いていたが、告白することで今の関係に二度と戻れなくなることを恐れ、このまま友達でいたいと思っており、その旨を久留美に吐露した。その直後、貴司に失恋した秋月史子に背中を押され、互いに本当の気持ちを告白しあった。
2015年3月に貴司と結婚。2016年8月には貴司との第一子（女児）を出産。歩と名付ける。

### 東大阪の人々

#### 舞の親族・姻族

##### 岩倉家
岩倉浩太（いわくら こうた）
演 - 高橋克典
舞と悠人の父。東大阪市で螺子を製造する町工場「岩倉螺子製作所」を経営している。人生には、《夢》こそが大切だ、と思って生きているロマンチスト。
浩太の父は、小さな螺子工場を経営していた。学業修了後、飛行機の部品を造るという夢を叶えるため長崎の工場に就職し、めぐみとはその時出会った。しかし、父親の危篤の知らせを受け、実家の工場を継がなければならなくなってしまい、「めぐみと結婚しめぐみを幸せにします」と、めぐみの母・祥子にいったものの反対され、駆け落ちという形になってしまった。
娘の舞を幼少期から可愛がっている。祥子からは結婚に反対された形になり疎遠となってしまったが、仕事に多忙な中でも祥子に密かに年賀状を送り続けめぐみや子供の近況を報告するなど心づかいは忘れなかった。舞の体調不良の際には、五島列島で療養することを勧める。舞が五島列島から帰宅してから、一緒に飛行機の話で盛り上がるなど同志のような間柄になる。
娘の舞が「飛行機づくり」という夢を共有してくれて、大学の専攻に航空工学を選んでくれたことは嬉しかった。なので、舞から大学を中退して航空学校へ進学するという計画を告げられた際は、突然方向性が変わってしまったように感じ、「いきなりそんなこと言われても」と困惑し、めぐみと同様、まず大学は卒業して欲しい、と難色を示していて（本当は、娘と一緒に飛行機の部品づくりをするという自分の夢が叶わなくなることも残念だったが、自身のその夢を娘に押し付けてはいけないと感じ、さすがにそれを口にはしなかった）、めぐみが浩太と出会って大学を中退したことを言及されると「舞！」と諭すように牽制した。だが舞が、人力飛行機の経験でパイロットになることを夢見るようになり、その夢の実現のための航空学校進学なのだと熱意を込めて説明されてからは、舞のその夢を応援しようと気持ちを切り替えた。
浩太は「夢を抱く」のが特徴であり彼の長所でもあるのだが、まさにその「夢を抱く」という浩太の性質が、息子の悠人からは悪の元凶だと嫌われているなど折り合いが悪い。息子とは大学時代に音信不通になるほど疎遠になってしまうが、舞のおかげでかろうじて間接的に状況は知ることはできていた。息子が久しぶりに帰省し大手企業に内定が決まったと聞かされると喜び、「3年間辛抱すれば仕事の面白さが分かる」と父親として助言したが、「内定先の大手企業を3年間で退職して投資で稼ぐつもりだ」と冷たく言われたのには愕然とする。後年、IWAKURAがリーマンショックの影響で経営危機に陥った際も、悠人がファンドマネージャーの経験から「損切が大切」と判断して、岩倉家に将来のためのお金を残すためにも早めに工場を売却することを勧めようとした際も考えの違いから口論となってしまい、悠人に対して「要らんお世話や！帰れ!!」と追い返したのが最後の対面となってしまった。
仕事では、一時は品質の悪さなどから受注が減少し倒産の危機に陥るが、他の会社から軒並み断られていたという特殊ねじの製造で成功したことで危機を脱する。その後は業績を伸ばし、舞が大学生になる頃には工場を増設しており、従業員も増えていた。その後は会社のキャッチフレーズを考えるなどして会社の知名度拡大も考え、ホームページも開設し、会社名を「株式会社IWAKURA」に改名し、初代・社長となった。
舞が帯広での訓練課程を終えて帰省した時、彼女と共にやってきた柏木弘明と突然の対面をする。舞から「航空学校の同期で友達」と紹介されたが、内心では舞が男を連れて帰ってきたことにかなり動揺する。だが、その夜の「うめづ」での酒席で、柏木が立ち上がり、舞と交際しており真剣にお付き合いしてゆくつもりだと堂々と宣言し舞の親である自分に挨拶に来たと深々と頭を下げたのを見て、彼の誠実さを認め、酒席の後に2人で飲み直そうと誘った。
2007年には事業拡大のため借金をして工場を増設したが、翌2008年に折り悪くリーマンショックの影響を受けてしまい会社の売上が落ち込み、従業員の給料を岩倉家の貯蓄から捻出するほどの苦境に。銀行からは借金の返済を迫られ、経理総務部の古川からは従業員のリストラを要請されるが、リストラだけは何とか避けたいと奮闘。それらの心労・ストレスが原因で、2009年1月には胃潰瘍を発症し、仕事中に倒れて救急搬送され入院する事態に。退院後はすぐに職場復帰したが、銀行から会社の抜本的な立て直しを命じられた上で借金返済の猶予を断られたため、古川の要請に応じ、断腸の思いで従業員のリストラを実行した。
その後、体調不良を押して会社の立て直しに奔走し、栗東工業からソーラーパネルに使われる特殊ねじの仕事を獲得。6月には試作品を作り客先から合格を貰うが、必要な製造数に対して納期が短く、本注文を受けてから製造開始しては納期に間に合わなくなるリスク（補償問題や責任問題になるリスク）があり、本注文を受ける前に製造開始しても本注文が得られないと不良在庫をかかえるリスクがあり、難しい選択を迫られる。悩んだ末に本注文前に製造開始することを決断するが、客先から急な設計変更の連絡があって本注文が立ち消えになり、大量の不良在庫を抱えてしまう。終業後、照明を落とした工場の中で途方に暮れていると、心配した舞が来て、舞に苦しい胸の内を吐露する。舞はIWAKURAを手伝いたいと言ってくれたが、終わりを迎えざるを得ないIWAKURAに舞の人生を巻き込むまいとして、自分の夢であるパイロットを目指すよう勧める（これが舞に残した最後の言葉となった）。ところが、舞が帰った後に心筋梗塞を起こして倒れてしまい、舞とめぐみに発見され病院に救急搬送されたが、医師の懸命なバイパス手術もむなしく帰らぬ人となった。
仕事の傍ら、毎日の出来事やこれまで作った螺子のレシピ、新しい螺子のアイデアなどを「歩み」と題したノートに書き貯めていた。
2027年の「かささぎ」のテスト飛行の際は、「かささぎ」の部品にIWAKURAのネジが使われたため、本人は故人だったが彼の長年の夢が実現した。
岩倉めぐみ（いわくら めぐみ）
演 - 永作博美
舞と悠人の母。祥子の娘。五島出身。「株式会社IWAKURA」2代目・社長。
中学生の頃に父を亡くし、母・祥子に育てられた。祥子が苦労して大学に通わせてくれたが、大学生時代に浩太と恋に落ち、その浩太が突然父親を亡くし大阪で家業を継ぐことになり、離れ離れになることは考えられず、大学を中退して大阪で一緒に工場の仕事をすることを望んだ。祥子にそれを話したが認めてもらえずそれでも意思を曲げなかったため、勘当を言い渡されたのに対し、いわゆる「売り言葉に買い言葉」で「なら、そうする」と応えて、いわゆる駆け落ちする形になってしまい、実家と疎遠になっていた。
優しい母親でありたいと願ってはいたが、実際には、病弱な娘・舞のことが心配なあまり過干渉ぎみとなってしまい、一方、息子・悠人には時間を十分に割けず我慢を強いてしまい、なかなか思い通りの母親になれず、母親をすることの難しさを知る。さいわい悠人は頭が良く東京大学に進学、だが同大学を卒業し就職した際に、就職したものの数年で辞めて投資家として大金を稼ぐつもりだと言われた際は、夫の浩太と同様、本当にやりたいことや夢も無いのに大金を望んでいると反対した。
舞が大学を中退して航空学校進学したいと知った際は、「（大学を中退すると苦労すると考えて）大学だけは卒業して欲しい」思いで舞に反対してしまい、舞からは「お母ちゃんだって、お父ちゃんと出会って大学中退したんやろ？その気持ちに間違い無かったんやないの？」と切り返される（そのあと浩太が「舞！」と諭すように牽制した）。その後、舞の話を聞くうちに、舞はただの思いつきで言っているのではなく、自分の本当の望みなども踏まえてよく考えた末に航空学校入学を望んでいると知り、また夫の浩太が舞の意志を尊重しようとしていることもあり、最終的に自分の考え方を変え、舞の航空学校進学を認め応援するようになる。
悠人が本当に投資家になったことを舞から聞かされると東大阪に商談で訪れた彼が自宅に帰らずわざわざ隣の「うめづ」で食事しているところに駆けつけ、「今の仕事の先に悠人が手に入れたいものややりたいことが本当にあんの？」と問い掛けたが、逆鱗に触れてしまった。
2008年頃からリーマンショックの煽りを受けてIWAKURAの業績が落ち込むが、その中でも会社の立て直しに奔走する浩太を献身的に支える。しかし、浩太が心筋梗塞で急死してしまい、葬儀が終わった後に悲しむ間もなく、会社をどうするか決断を迫られる。社長代行として一度は会社を畳む決意をするが、従業員達のIWAKURAに対する情熱を目の当たりにしたことで考えを改め、会社を存続させることを決めた。その後、正式にIWAKURAの社長に就任し、会社の借金の返済を浩太の生命保険金で賄う。さらに、信金から人員整理と今後の経営計画の提出を命ぜられ、苦渋の思いで3人の従業員に退職勧奨を行う。
その後も信金に出す書類の作成や営業を行いながら、既存の受注製品を見直して売れば売るほど赤字になる製品を見つけるなど、会社の立て直しに奔走する。舞が新しい仕事を獲得すると、設計ができる人材がいないことに頭を悩ませる。舞が結城に助けを求めたが、既にIWAKURAをやめて社外の人間になっている結城章の助力を得ることに躊躇う。しかし、他に方法がないため、彼に図面を見せ試作を手伝ってもらう。その一方で、悠人に会社を買い取って欲しいと要請し、了承を得る。これによって信金の融資を完済した後、章を再度雇用し、IWAKURAを再出発する決意をした。
2013年には、経営者としてさらに成長を遂げており、会社の業績も上がってきている。舞に懇願され「航空機産業参入支援セミナー」に参加し、そこで舞の発言に注目した菱崎重工の荒金と知り合う。後日、その荒金がIWAKURAの工場を見学に訪れ、航空機の新型エンジンに使われるボルトの試作を提案される。それに対し設備不足などの理由から難色を示したが、舞から浩太の夢を実現させたいと説得され、試作を引き受けることを決める。完成したボルトの品質が高い評価を受け、荒金から航空機部品への特化を提案されるが、熟考の末に今の事業の継続を選択し、航空機部品への参入を断念した。
悠人のインサイダー取引疑惑が報道され、IWAKURAの工場に記者が押しかけてくる事態になると、社員全員に頭を下げ謝罪。その後、久留美から悠人が倒れていたと連絡を受けると、彼女の家に舞と共に悠人を迎えに行く。帰宅後、悠人からインサイダー取引に至った経緯を告白され、さらに浩太の歩みノートを読んで自分の行いを後悔する悠人を優しく受け入れた。
2018年、自身の引き際を考えていた頃に祥子が倒れたことで、笠巻久之の退職後（一時転職こそしたが）工場の最古参となった章を社長に任命し、引き受けてもらえた。
2026年には引き継ぎが完了し、コロナも落ち着いたことで第一線を退き、年明けには祥子と共に五島へ帰った。なお、この時のめぐみのIWAKURAでの肩書きは章のセリフから、初代・会長だった。
岩倉悠人（いわくら はると）
演 - 横山裕（幼少期：海老塚幸穏）
3歳年上の舞の兄で、紗奈の父。1982年生まれ。
機械音がうるさく油の匂いがこもっている工場の街が幼少期から大嫌いである。両親が工場の経営で苦労ばかりしていて、銀行の融資担当者に金のことでペコペコと頭を下げている情けない姿を見て育った（それも嫌だった）。両親は工場の経営と病弱な舞のことばかりに忙しくて、自分には十分に時間を割いてもらえず、自分は我慢ばかり強いられてきた。それらの体験が悠人の立場から見た実際の人生体験であり、自分の親のような人生は生きたくないと思い軽蔑するようになり、父・浩太とは折り合いが悪くなってゆく。なお、「悪いのはあくまで自分の両親の考え方だ」「妹の舞に罪は無い」と感じている。妹の舞のことも、自分と同様に、両親の馬鹿な考え方の被害者だと感じており、場合によっては舞を両親の悪影響から自分が護ってやらなければ、とも少し感じている。舞が熱を出した時は心配し、「第1週その3」では“合かく”と書かれた手作りけん玉に優しく微笑んだ。大学進学後もめぐみからの電話は無視するが舞からの電話には必ず出るのは、あくまで両親の考え方を嫌い、呪っているのである。
勉強が得意で東京大学に進学。
入学後は上京して一人暮らしを始めるも、音信不通となり両親を心配させる。とはいえ、上記の通り舞からの電話には出ていたので、両親とは話をしたくなかっただけである。実は、音信不通となったもうひとつの理由は、株式売買で2000万円稼いでいたからでもある。
3年後にたまたま訪れた「うめづ」で舞と再会したことで舞に連れられ家に帰り、大手企業「IMORI電機」に内定したことを報告したが、内定先の企業を3年間勤務した後に退職し投資家として稼ぐことを考えていた。学生時代に投資で稼いだ金を元手に、MORI電機退職後にそれを倍にする計画だった。夢ばかり語る浩太に対し「親父は地道にやってきて、それで一体どんな夢を叶えたん？」と、浩太にとって痛いところを突き「指1本動かすだけで億稼げる人間になる」と宣言し、衝突してしまう。
舞が大学を中退して航空学校に入学を考えていた際に浩太とめぐみが反対することを懸念していた。航空学生になり暫くした頃には、宣言通り会社を退職し、投資家として大金を稼いでいた。ある時商談で東大阪に訪れ、「うめづ」に寄っていた際に駆け付けた母・めぐみから「今の仕事の先に悠人が本当に手に入れたいものや、やりたいことがあんの？」と問い詰められると「小さい工場で金に苦しんでるあんたらとは俺はちゃうねん!!」と激怒し、1万円札を叩きつけて足早に「うめづ」を後にした。
2008年時点では、ヘッジファンド「ショートタームキャピタル」のファンドマネージャーになっており、「リーマンショックを予測した若き天才投資家」として雑誌にインタビュー記事が掲載されている。浩太が心労で胃潰瘍を発症し入院した際には、一応は気にしたらしく病院に見舞いに訪れるものの、相変わらずつっけんどんな態度で、「リーマンショックでは、多くの会社が倒産するやろうな。しっかりしていない会社は倒産するのは当たり前だ。」などと、あくまでファンドマネージャーの目線で、リーマンショックの影響を受けている父の事業はただの"他人事"であるかのように、冷たく言い放つ。
その後、再び東大阪に来るとIWAKURAの工場を見学し、その夜は自宅で久々に家族4人で食卓を囲む。その時、親切心から、ファンドマネージャーの経験を踏まえて、損切が大切だと判断し、浩太に対し、傷が浅いうちに工場を売却したほうがいいと提案するが、「螺子工場が全て」の人生を歩んできた彼からは断固として拒否されてしまう。それでも息子として説得を試みるものの、「株なんかと一緒にすんな」と言う浩太の一言が悠人の逆鱗に触れてしまい、「心配して言ったってんねん！」と感情を爆発させ、浩太からも「余計なお世話だ！帰れ!!」と言われ、彼も「言われんでも帰るわ!!」と怒号で返してしまい、喧嘩したまま実家を後にせざるを得なかった。そのすぐ後に浩太が心臓発作で急逝したため、この時が父との最期の対面となった。
浩太の葬儀を済ませると、すぐに仕事に復帰。その後、舞が自分を訪ねてきて「IWAKURAに出資してほしい」と頭を下げてきたが、それを頑として断る。それでも舞は食い下がってきたが、浩太と喧嘩別れになったまま死別したことに触れられると、激高して舞を追い返した。
その後、めぐみが社長となり会社の立て直しに奔走している頃に自宅にやってきて、めぐみに工場を取り壊してそこにマンションを建て、その家賃収入を得ることを提案する。しかし、めぐみは会社を続けていく決意を固めており、断られる。それからしばらくした後、めぐみからIWAKURAを買い取って欲しいと懇願され、家賃の支払いが滞ったら即座に工場を売却するという条件で受け入れた。これにより、IWAKURAの事実上のオーナーとなった。
2013年12月、めぐみに突然「IWAKURAの権利をおふくろに返す」と言う。直後にインサイダー取引をした疑いが報道される。疑惑報道後は舞やめぐみからの電話にも出ず、共同経営者の高橋からも叱責され、雨の中東大阪に向かう。しかし、雨の中を歩くうちに低体温症に陥って摘路西公園で倒れてしまい、偶然近くを通りかかった望月佳晴に発見されて彼の自宅で彼の娘・久留美に助けられる。目を覚ました直後、舞たちが来る前に金一封を渡して逃げようとするが、見返りを求めず頑固拒否し自らの身を案ずるする久留美に惹かれる。その後は自宅に戻り、舞とめぐみに巨額の損失を出してその穴埋めへの焦りからインサイダー情報に手を出してしまったと告白。その夜、舞から渡された浩太の歩みノートを読み、喧嘩ばかりしていた父が自分を分かろうとしてくれていたことを知る。そして、仕事での失った信頼や父ときちんと話し合う機会など取り返しがつかないと後悔し、父の仏前で「親父、ごめんな」と涙ながらに謝罪した。
その後は東京に戻って裁判にかけられ、金融商品取引法違反の罪で懲役3年・執行猶予5年の有罪判決を受け、罰金や多額の負債を抱えることになった。
舞の結婚式には、佳晴に連れられ途中から参加した。
2015年6月時点では、東大阪に部屋を借りて住んでいる。
第123回には刑期を終え、久留美へのプロポーズに成功し、めぐみと舞への報告では「今の仕事が落ち着いたら、長崎に住もうと思う」といった。
2027年には紗奈が生まれ、父親になっている。「かささぎ」の部品にIWAKURAのネジが使われたため、「親父、夢叶ったな」と感慨深くいった。
望月久留美（もちづき くるみ） → 岩倉久留美（いわくら くるみ）
演 - 山下美月（幼少期：大野さき）
舞の親友。
1985年10月生まれ。小学校の頃は、舞と一緒にうさぎの飼育委員をし、舞が特に可愛がっていた「スミちゃん」が縁で奇しくも2人は距離を縮める。高校卒業後は看護学校に進学。成績優秀で授業料免除の特待生として選ばれる。2007年時点では「花園総合医療センター」で救命救急の看護師として働いている。
2009年1月には、胃潰瘍で緊急入院した浩太の担当看護師になった。また、同年6月に浩太が心筋梗塞で倒れ、病院で舞とめぐみに浩太の死が伝えられた場にも居合わせた。その後、同僚医師の八神蓮太郎から告白され、交際している。
2013年には、蓮太郎からプロポーズされ婚約。しかし、蓮太郎の母の圭子に結婚を反対され、両家顔合わせの場に単身でやってきた圭子に一方的に婚約破棄を言い渡される。その後、蓮太郎から必ず両親を説得すると言われたが、蓮太郎が結婚するために佳晴に就職先を紹介しようとしたこと、佳晴を見下しているかのような発言をしたことから、蓮太郎に別れを告げた。
フライトナースを目指し、2016年秋から「長崎総合医療病院」に転職する。その直前には悠人から告白されて交際を始める。
第123回で悠人にプロポーズされ「…ズルいねん。こんな時だけ直球って…『はい』って言うしかないやんか」と、自分自身がぶっきらぼうに彼の申し出を受けた。
2027年には紗奈を出産している。

##### 梅津家
梅津貴司（うめづ たかし）
演 - 赤楚衛二（幼少期：齋藤絢永）
舞の幼馴染で同級生（1985年生まれ）。岩倉家の隣にある、お好み焼き屋「うめづ」の息子。高校卒業後、システムエンジニアとして就職する。
生真面目で理知的だが穏やかな性格で、読書が好き。成長するにつれ「普通」に馴染めない自分に悩むようになるが、古本屋「デラシネ」に出入りするようになってからは、詩に魅了され、店長の八木から勧められて短歌の創作を始める。
社会人になってからは終業後や休日に呼び出されるなど仕事に忙殺される日が続き、ある日突然退職届を提出後、行方をくらまし五島列島へ赴く。
その後、舞と久留美に弱音を吐露し、祥子からは激励をもらって家に帰り、両親にも本音を明かした後、舞に自分の短歌を贈り放浪の旅に出た。
2009年1月には五島に住み込みで働くようになる。そこで休暇を利用して祥子の家を訪問した際に舞と再会し、森重親子と知り合う。
同年6月の時点でも五島にいたが、浩太の訃報を知ると祥子と共に東大阪に駆け付け、両親や久留美と共に舞を支えた。その後は再び五島に戻り、働きながら朝陽との交流を続け、舞が営業で仕事を獲得した頃に東大阪の実家に戻る。その頃には、自身が作った短歌が新聞に掲載されるようになっていた。うめづで舞と久留美と3人で飲んでいる時、新聞に掲載された短歌を見てうめづにやってきた八木と再会。八木から短歌を褒められ、「デラシネ」の鍵を託される。
2013年には、「デラシネ」を地元の子供たちに開放し、自身は「デラシネ」で短歌を作っている。また、子供たちには懐かれている。応募した短歌「寒星」が、短歌界の芥川賞といわれる「第55回長山短歌賞」を受賞し、それをきっかけに長山出版のリュー北條から歌集の出版を勧められる。だが、自身の素朴な短歌を否定し、写真ばかり撮影したりインパクトや読者受けを重要視するリュー北條のアドバイスに悩み、歌集に載せる短歌の創作活動に苦しむが、舞への恋心を短歌に載せることで歌集『デラシネの日々』を完成させる。
その後、舞と結婚し、歌集は異例の売れ行きとなり重版となる。2016年には第二歌集『連星』も重版となる。私生活では、歩の夜泣きで目が覚めた時は舞の代わりにあやしたり、祥子、めぐみ、舞がリンゴジャムを創った時は歩がぐずらないように遊んだりと、子育てに積極的。
創作に苦悩する中の2020年1月、舞や祥子、めぐみにも応援されて、八木に会いにパリへ旅立つ。同年4月に帰国し、2026年には随筆『トビウオの記』を長山出版から出す。
梅津勝（うめづ まさる）
演 - 山口智充
お好み焼き屋「うめづ」の2代目・主人。貴司の父親。大の近鉄バファローズファンで、店ではバファローズのユニフォームと帽子を着用し、「うめづ」の店内には所狭しとバファローズ応援グッズを飾っている。また、バファローズ消滅後は後継球団、オリックス・バファローズのファンになっている。
非常に大らかな性格。故に、貴司が旅に出るといった時も、一時行方不明になったことで終始取り乱していた妻・雪乃とは正反対に「（自分がどうしているか）ちゃんと報告するんやで」と涙ながらも笑顔で認めた。
浩太とは幼なじみで、彼のことを大人になった今でも「浩ちゃん」と呼んでいる。また、彼も浩太と同様、「うめづ」は家族の事情から急遽引き継いだものである。非常に友達思いで、浩太の工場が彼と笠巻との会話でかなり追い詰められていると悟った時は、「いざとなったら一緒にお好み焼き屋やったらええ」、「名前も『うめづいわくら』に変えたる」と励ました。
貴司が舞と結婚したことで彼女の義父（舅）になり、第102回で小堺（後述）の舞への言動に、普段は温厚だが「うちの娘にアホとはなんや、アホとは」と強めに注意し、早くに実父を亡くした彼女にとっては、心強い味方になっている。
114回に、めぐみが祥子の退院後は大阪に移住させようという提案に舞達は賛成する中、今の状況では難しいことと、常連客から聞いた介護の苦労話を語り、待ったをかけた。
コロナ流行時はリーマンショックの時とは正反対に、臨時休業せざるを得なくなったりと自分達の営業がおぼつかなくなったが、無事乗り越えた。
梅津雪乃（うめづ ゆきの）
演 - くわばたりえ
お好み焼き屋「うめづ」の女将で、貴司の母親。めぐみの良き友人。心配性なところがある。
貴司には普通の幸せな人生を歩んでほしいと願っていたが、貴司がその普通に馴染めず姿を消した際には心配で取り乱していた。
息子の短歌が新聞に掲載された時は、店の客に自慢しまくっていた。
貴司が舞と結婚したことで彼女の義母になり、第102回では夫を宥めつつも、小堺に「今のアホは冗談やんな？」とたたみかけ黙らせるなど、非常に良好な嫁姑関係になっている。
梅津歩（うめづ あゆみ）
演 - 浅田芭路（2歳時：南颯華、藤井彩羽、河原寧音、木下結愛、3歳時：安井姫壱）
舞と貴司の娘。2016年8月に誕生。
2027年には「宇宙船のパイロットになる」と浦進に将来の夢を語った。

#### 岩倉螺子製作所 → 株式会社IWAKURAの従業員
笠巻久之（かさまき ひさゆき）
演 - 古舘寛治
1945年生まれ。高卒後に瀬川（後述）のもとで金属加工の仕事をする。ねじメーカーを経て1979年に岩倉螺子製作所に入社する。先々代社長（舞と悠人の父方の祖父で、浩太の父。劇中では未登場。）の時代から勤務している最古参のベテラン職人。浩太や、古くからの町工場仲間からは「笠やん」と呼ばれている。1994年には、後輩職人の結城章を育てるべく、厳しく指導していた。
2007年12月時点では転造・切削部門の主任格となっている。章がヘッドハンティングを受けていることを明かされた際、彼を他社でも通用する一人前の職人だと認め、「転職するかどうかは自分で決めろ」と助言する。
第62回での浩太との会話で、彼が急遽社長になったあと、次から次へと工員が辞めていくなか唯一残り、たった2人で働いた過去を語った（笠巻が最古参と分かったのはこの時）。
従業員達のまとめ役的な存在で、浩太が急死してめぐみが社長に就任した時も、他の従業員が会社の先行きへの不安を漏らす中で皆をまとめる発言をしている。
2009年には、舞がIWAKURAの営業担当になると、ねじ作りを一から学びたいという彼女の要請でねじ製造の講習会を行う。
体力面の不安もあって2015年4月、退職することとなった。
オープンファクトリーでは無給だが最後の仕事として、飛行機模型製作の講師を務めた。
結城章（ゆうき あきら）
演 - 葵揚
岩倉螺子製作所の従業員。第1回開始前から働いているため、前述の笠巻に次いでの古株で、浩太が社長就任後に初めて雇い入れた工員。
1994年時点では、ミスを繰り返しながら、笠巻の厳しい指導の下で仕事に励んでいる。また、当時小学生だった舞に、模型飛行機を上手に飛ばす方法をアドバイスした。舞にはそのころから「章にいちゃん」と呼ばれ、慕われている。
2007年12月時点では圧造部門の主任となっており、会社の成長と共に腕を上げ、高い技術を持つ職人に成長している。また、社内で浩太を除いて唯一、新製品を受注した際の「設計」ができる人材になっている。
2009年1月時点では、結婚して2児の父親になっており、3人目の誕生も控えている。また、他社からヘッドハンティングの声が掛かっており、それを受けるかIWAKURAに残るか悩んでいる。笠巻に悩んでいることを見抜かれたことで相談すると、笠巻から他社でも通用する一人前の職人だと認められ、どちらを選ぶか自分で決めるようにと助言される。その後、悩んだ末に転職を決意し、IWAKURAを退職。浩太からは「他社から引き抜かれるほどの職人になってくれたのが誇らしい」と讃えられた。この時の浩太との会話で「18の時から働かせてもらった」といっているため遅くても、1976年生まれになる。
浩太の急死後、都合で葬式には参列できなかったが、後日岩倉家を訪れて浩太の仏前に手を合わせている。
その後は転職先で仕事に邁進していたが、ある日舞から「新しい仕事を獲得したけど、設計ができる人がいなくて困っている」との連絡が入る。舞に折り返しの連絡はしなかったが、悩んだ末に転職先の社長の了解を取り、退勤後にIWAKURAを訪問。笠巻らIWAKURAの従業員達と再会し、無償で新製品の設計と試作を手伝う。その中で、IWAKURAでのねじ製造の楽しさを思い出し、IWAKURAに戻りたいと思うようになる。その後、悠人がIWAKURAを買い取った後、めぐみによって再雇用されIWAKURAに戻った。
「株式会社こんねくと」開設後は、事務所の引越し作業を尾藤と共に手伝った。
2018年、めぐみからの申し出を最初は躊躇うが、3代目・社長になる覚悟を決め、2026年に就任する。
古川輝海（ふるかわ てるみ）
演 - 中村靖日
2007年12月時点の従業員で、経理総務課の課長。
寝たきりの母親の介護をしており、自身の手作り弁当を毎日持参している。
2009年の時点では、リーマンショックの影響で業績が悪化した会社の立て直しのため、浩太に再三にわたって従業員のリストラを要請している。「栗東工業」との取引に関しては、本注文の前に特殊ねじを作り始めることはリスクがあると訴えた。浩太の死後、早々と転職先を決めて6月中に自主退職した。
山田紗江（やまだ さえ） → 藤沢紗江（ふじさわ さえ）
演 - 大浦千佳
2004年時点の従業員で、事務員。本編では語られていないが、高卒入社で浩太の親戚にあたる。自分の仕事はきちんとこなすが、仕事への情熱は低い。彼氏を募集中なのか、仕事の後によく合コンに行く。
社長の娘であることから、舞を「お嬢さん」と呼んで見下すような態度を取り、何かと嫌味を言う。だが、IWAKURAの社員となって直向きに営業やねじの勉強に取り組む舞の姿を見て、徐々に彼女への見方を改めていく。
2015年3月には、同僚の藤沢哲と交際しており、2026年には結婚したようである。
2026年時点でもIWAKURAで働いており、章がめぐみから社長を引き継ぐのを見守る。
宮坂利勝（みやさか としかつ）
演 - 木内義一
2007年12月時点の従業員。
藤沢哲（ふじさわ てつ）
演 - 榎田貴斗
2007年12月時点の従業員で、営業担当。浩太と共に客先をまわる。
2009年時点でも在籍しており、めぐみが社長に就任した後も営業に邁進している。しかし、過去に自身が受注した製品が、売れば売るほど赤字になっていることが発覚。受注した当時はリーマンショックで仕事が激減しており、少しでも仕事を得るために安い単価で仕事を受けてしまった。めぐみにそれを指摘されて反省し、めぐみと共に客先に価格改定の交渉に出向く。その後は、舞やめぐみと共に笠巻のねじ講習に参加している。
2015年3月には、紗江と交際しており、2026年には結婚していた。
2026年時点でもIWAKURAで働いており、章がめぐみから社長を引き継ぐのを見守る。
尾藤岳（びとう がく）
演 - 中村凜太郎
2004年時点の従業員。
「株式会社こんねくと」開設後は、事務所の引越し作業を章と共に手伝った。
2018年に章が社長になると決めた時は、自分の後任に彼を指名した。
2026年に章が社長になったため、こちらの引き継ぎも無事、完了したようである。
相良康光（さがら やすみつ）
演 - 平田理
2007年12月時点の従業員で、品質管理課課長。
小森富雄（こもり とみお）
演 - 吉井基師
2004年時点の従業員。転造担当。2009年に浩太の急死後、社長に就任しためぐみからリストラを言い渡されたが、辞めたくないと退職勧奨を断る。IWAKURAでのねじ製造の仕事に誇りを持っており、自身が製作し浩太から初めて褒められたねじをお守りに入れて持っている。実直な職人であり、笠巻からは「どんな些細な仕事でも手を抜かない」と評され、長井清二からも優秀な職人だと評価されている。
稲本や砂川と違い再就職先がなかなか見つからなかったが、長井の金属加工工場で雇ってもらえることになった。長井の工場を舞に紹介されると、自分が辞めないとIWAKURAが潰れるのならやむを得ないとして、最終的に退職に同意した。その後、2013年に「長井金属工業」が廃業することになり、舞に請われて再雇用されIWAKURAに戻った。
2026年時点でもIWAKURAで働いており、章がめぐみから社長を引き継ぐのを見守る。
垣内健次郎（かきうち けんじろう）
演 - うえだひろし
2007年12月時点の従業員で、商品梱包課課長。
土屋景子（つちや けいこ）
演 - 二宮星
2007年12月時点の従業員。舞と同年代の、若手の女性職人。ねじが好きで、仕事に情熱を持っている。仕事中に機械トラブルがあった時、浩太から「いい仕事は機械の手入れから始まる」と教えられた。
2009年時点でも在籍しており、舞が笠巻にねじ製造の講習会をしてもらった時、自発的にその講習に参加する。
悠人のインサイダー取引疑惑が報道され、IWAKURAの工場に記者が押しかけてきた時には「表の記者、しばいてきますか」と発言するなど、強気な一面もある。
西口智子（にしぐち ともこ）
演 - マエダユミ
2007年12月時点のパート従業員。商品梱包課所属。リーマンショック後の経営不振により、リストラに遭ってしまう。
梱包の仕事に誇りを持っており、自分達がIWAKURAの品質を守る最後の砦だと考え、傷の1本や埃の1つも見逃さないように頑張って仕事に取り組んできた。後任の舞に仕事を教える際にそのことを彼女に伝え、浩太には会社を潰さないでほしいと激励してIWAKURAを去った。
2013年に再雇用される。
日高多恵子（ひだか たえこ）
演 - 林英世
2007年12月時点のパート従業員。商品梱包課所属。リーマンショック後の経営不振により、リストラに遭ってしまう。
2013年時点では既に再雇用されて再びIWAKURAで働いており、自分よりも後に戻って来た西口と入江を歓迎する。
入江（いりえ）
演 - 那々實あぐり
2007年12月時点のパート従業員。商品梱包課所属。リーマンショック後の経営不振により、リストラに遭ってしまう。
西口と同様、2013年に再雇用される。
稲本大作（いなもと だいさく）
演 - 横岡祐太
2009年6月時点の従業員。
浩太の急死後、社長に就任しためぐみからリストラを言い渡された。それに対し不平不満をその場では一切漏らさず、最後は深々とお辞儀をした。
2か月後、再就職先は無事決まった。
砂川充（すなかわ みつる）
演 - ムラサトシ
2009年6月時点の従業員。生産管理課所属。
浩太の急死後、社長に就任しためぐみからリストラを言い渡された。「何で、俺なんですか？」と、めぐみに疑問を投げかけたが、会社を困らしたくないと受諾する。
稲本と同様、2か月後に再就職先は無事決まった。

#### 岩倉螺子製作所 → 株式会社IWAKURAの関係者
森本（もりもと）
演 - 森本竜一
岩倉螺子製作所の取引先の一つである「株式会社カワチ鋲螺」の課長。1994年には、仕事を求めて何度も頭を下げてくる浩太に対し冷たい態度を取っていた。部下の真鍋が提案した特殊ねじの仕事を浩太が成功させたことで、その後も長きにわたって浩太の会社と取引を続ける。
2009年には、浩太の死後に舞が営業に訪れると、お父さんには世話になったと言いつつも、彼女の知識不足を指摘して仕事を断る。後に再度舞が営業に来た時は、彼女の勉強ぶりを褒めるも、やはり頼める仕事はないと断る。しかし、それでも粘り強く食い下がってくる舞の姿を見て、舞にかつて同じように何度も頭を下げてきた浩太の姿を重ねる。その時は舞に仕事を依頼しなかったが、後にIWAKURAに電話を入れ、薄型テレビに使われるねじの仕事を依頼した。
真鍋（まなべ）
演 - 石田直也
カワチ鋲螺の従業員で、森本の直属の部下。森本から仕事を断られた浩太に、他のメーカーから軒並み断られているという特殊ネジの試作を提案した。
購買部長
演 - 笑福亭銀瓶
岩倉螺子製作所の取引先の一つである「株式会社高秀産業」の購買部長。1994年に、品質が悪かったことから、浩太の会社との取引を打ち切った。
住田（すみだ）
演 - 湯田昌次
「栗東工業」の社員。
香川（かがわ）
演 - 隈本晃俊
「斑鳩商事」の社員。
大西誠（おおにし まこと）
演 - 久保山知洋
「東大阪信用金庫」の職員で、「株式会社IWAKURA」の担当者。浩太急死後、めぐみが新社長になることを支持した。彼のこの言動が最愛の夫を突然亡くし、心ここにあらずだっためぐみを立ち直らせるきっかけの1つとなった。
支店長
演 - 高見健
「東大阪信用金庫」の支店長。
債権管理担当者
演 - 山本健史
債権管理担当者。
瀬川（せがわ）
演 - 小松健悦
「瀬川工業」経営者。笠巻の師匠。IWAKURAの試作ボルト作りのために、所有する丸ダイスを使わせてくれる。
荒金正人（あらがね まさと）
演 - 鶴見辰吾
国内トップクラスの重工業会社「菱崎重工業株式会社」の重役。昔、浩太と共に長崎の職場で働いていた。舞とは2013年8月25日の「航空機産業参入支援セミナー」で初めて出会う。この時点の役職は、関西支社の航空機器製造事業本部事業本部長。前述のセミナーでの舞の発言に注目し、後日IWAKURAの工場を見学に訪れ、航空機の新型エンジンに使われるボルトの試作を提案する。セミナーでの舞の発言から町工場の可能性に興味を抱き、IWAKURAが持っているという優れた技術をボルトの試作を通して証明してほしいと語る。その後、IWAKURA製のボルトの品質試験を行い、その品質が朝霧工業製のものと遜色ないものだったとめぐみに報告。彼女に航空機部品への特化を勧めたが、航空機業界への参入を断念すると言われた。後日、自動車エンジン用のボルトの試作をIWAKURAに依頼した。
植田邦夫（うえだ くにお）
演 - 山本拓平
菱崎重工からIWAKURAと同じボルトの試作を依頼されている航空機部品専門のメーカー「株式会社朝霧工業」の社員。舞たちがボルトの試作品の品質検査で訪れた際、工場を案内する。
御園純（みその じゅん）
演 - 山口紗弥加
毎報新聞・社会部の記者。東京から大阪支局に転勤してきた。「うめづ」で舞やめぐみと知り合い、IWAKURAに取材に訪れる。2015年には、舞にオープンファクトリー開催を提案した。なお、実家は工場だった。
営業部に異動することが決まったことで今後について考える。同年夏、新聞社を退社して舞と共同出資し、摘路西公園の前にあるビルで「株式会社こんねくと」（IWAKURAの子会社）を開設する。
徳永
演 - 三角園直樹
2013年12月時点のIWAKURAの取引先である、「すずかけ工業」の人物。
佐知子（さちこ）
演 - 吉田真由
笠巻の娘。笠巻がぎっくり腰になった時は病院まで迎えに来た。
舞ともそれ以前から面識があり、「うめづ」も懐かしがっていた。
正行（まさゆき）
演 - 髙田幸季
佐知子の息子で、笠巻の孫。祖父に苦手意識を持っていたが、2015年4月29日のオープンファクトリー（「東大阪町工場フェスタ」）参加を通じ、見直すようになった。
堤
演 - 西森洋一
2015年時点のIWAKURAの取引先である、「大洋製鋼」の人物。
瀧本慶
演 - 小堀正博
超大手のインテリアメーカー「株式会社SIAZ」のバイヤー。

#### 望月家
舞の親友で義姉、悠人の妻・久留美の生家。
望月佳晴（もちづき よしはる）
演 - 松尾諭
久留美の父親で、紗奈の祖父。けがで失職し、職を転々としている。昔は「ドーベルマン望月」として知られた実業団ラグビー選手だった。
2013年12月、雨の中で倒れていた悠人を久留美と協力して助ける。東京に戻って出頭すると言う悠人に、過去の辛かった思いを話して励ました。その後も彼とは繋がりがあるらしく、舞と貴司の結婚式に途中から連れてきた。
2015年に津田道子にプロポーズするが、あまりにもデリカシーのない中身に一蹴されてしまう。しかし、舞に背中を押され「ドーベルマン望月」時代のユニフォームを着て彼女への想いを吐露した結果、プロポーズに成功し、喜びのあまり彼女を担いだ。
2018年には「ノーサイド」の店員になっている。
津田道子（つだ みちこ） → 望月道子（もちづき みちこ）
演 - たくませいこ
舞と久留美の行きつけのカフェ「ノーサイド」の女主人。金属アレルギーで、アクセサリー類は身に付けられない。
なにわバードマン編では、当時学生だった舞と久留美をアルバイトとして雇っていた。
大のラグビーファンで、舞と久留美のお姉さん的存在。佳晴とは古くからの知人。
舞と貴司の結婚式には、ブーケをもらった。
2015年に佳晴に告白され最初は振ったが、彼の想いと上記のアレルギー体質の自分のために舞達が作ったチタン製の婚約指輪を渡され、めでたく「バースデー婚」する。これにより、久留美の継母になった。
2027年には、紗奈の母方の祖母（義祖母）になっている。
松下久子（まつした ひさこ）
演 - 小牧芽美
久留美の実母。佳晴とは離婚している。職業は看護師。福岡県で暮らしている。

#### 八神家
八神蓮太郎（やがみ れんたろう）
演 - 中川大輔
久留美が勤務する「花園総合医療センター」の医師。夜勤中の久留美にサンドイッチの差し入れをした。
2009年には、久留美に告白し、彼女と交際を開始している。2013年には、久留美に婚約指輪を渡してプロポーズし、一度は婚約する。しかし、久留美との結婚に反対する圭子によって、婚約破棄となる。その後は久留美に必ず両親を説得すると宣言し、定職に就いていない佳晴に就職先の紹介をするが、久留美の前で佳晴を下に見ていると受け取られるような発言をしたのが決定打となり、久留美から婚約指輪を返され正式に別れを告げられる。
八神圭子（やがみ けいこ）
演 - 羽野晶紀
蓮太郎の母親。久留美の父親の佳晴が定職に就いていないことで蓮太郎と久留美の結婚に反対。 自身らが指定した料亭から佳晴の意向で変更となった「ノーサイド」に単身で出向き、一方的に婚約破棄を言い渡した。

#### 古本屋「デラシネ」関係者
八木巌（やぎ いわお）
演 - 又吉直樹
小学生時代の舞・久留美・貴司が「秘密基地」としていた古本屋「デラシネ」の主人。自費出版で詩集を出したこともある。後に「デラシネ」の閉店を決め、店を閉める時に貴司に短歌を作ってみるようアドバイスをした。しかし、「デラシネ」を閉めたことで、貴司が心の拠り所をなくし、仕事を辞め失踪することになってしまう。
その後は長らく登場しなかったが、2009年に貴司の短歌が新聞に掲載されているのを見つけると、うめづを訪れ、そこで打ち上げをしていた貴司・舞・久留美と再会。貴司の短歌を褒めて、「デラシネ」の鍵を貴司に託した。
2019年末時点ではパリにおり、貴司へ絵葉書を送った。
秋月史子（あきづき ふみこ）
演 - 八木莉可子
貴司の短歌のファン。自らも短歌を詠む。自身の短歌を誰にも見せられないでいたが、貴司の長山短歌賞受賞作品を読んで感銘を受け、彼になら自分の短歌を見せられると考えて遥々「デラシネ」を探して貴司に会いに来た。ギャンブルばかりの父親のもとを飛び出し、高校を中退して東大阪に来たことや、いろいろな仕事に就くが現在はコンビニで働くと貴司に話す。
基本的に大人しく内気な性格だが、「梅津先生（貴司）の一番の理解者は自分である」と言う思い込みの強さや、貴司の素朴な短歌を評価せずインパクトや読者受けを重要視するリュー北條に激高する面も覗かせる。
古典短歌にも詳しく、貴司が舞に贈った短歌が狭野弟上娘子作の情熱的な恋の歌の本歌取であることを見抜く。貴司には「なぜ本当の気持ちを舞さんに伝えないのか」と、舞には「先生の本当の気持ちを聞きに行ったらどうか」と涙ながらに告げ、「私は私の歌を詠んで生きていきます」と言い残して去って行った。
リュー北條により、2015年に長山短歌賞佳作を受賞し「100年後も詠まれ続ける歌」を作ることを目標に歌人として活動している様子が語られた。
リュー北條（ - ほうじょう）
演 - 川島潤哉
東京の中堅出版社「株式会社長山出版」第一編集局文芸編集部に所属する、短歌担当の編集者。「長山短歌賞」も受賞した貴司の短歌の才能を評価し、彼に歌集の出版を提案する。しかし、歌集の売上を第一に考えており、度々「デラシネ」を訪れては歌集に載せる貴司の写真を何枚も撮影したり、彼が提出した短歌を評価せずインパクトの強い作品を要求するなどして、貴司を悩ませる。
作品が作れないと言う貴司に対してダメ出しを繰り返し、突き放すような発言もする。その反面、心の奥までさらけ出すように意見したり、大切な人（舞）の心に向かってストレートを投げるつもりで書けと叱咤激励し、貴司の本音を引き出すことに成功する。
貴司が短歌教室をやりたいと言った時は、知名度と好感度を上げて今後のビジネスに生かせるととらえ、開催の後押しに動いた。
2015年6月、貴司に「にっぽん一周、短歌おしえます」という連載企画をやってみないかと提案し、貴司は「旅をするのは月7日」を条件に引き受けた。
広田大樹（ひろた だいき）
演 - 中須翔真
2013年、貴司が営む「デラシネ」に陽菜と共に出入りしている絵を描くのが好きな小学生。
2015年4月に中学校に入学。クラスメートに絵を見られて心無い言葉を浴びせられる。陽菜がそれに乗ってしまったことにより、2人の関係も気まずくなる。貴司に諭された陽菜からの謝罪の言葉を受け、「変わってもええと思うで。でも、ありがとう。」と返し、わだかまりを解くことができた。
根岸陽菜（ねぎし ひな）
演 - 徳網まゆ
2013年、貴司が営む「デラシネ」に大樹と共に出入りしている虫が好きな小学生。広田大樹と同級生の幼馴染。
母親は夜間に働く仕事をしていることや、給食費の支払いにも困っている様子をうかがわせる。
2015年4月に中学校に入学。カラオケやゲームに忙しくなりデラシネに姿を見せなくなる。クラスメートに同調し、大樹に心無い言葉を向けてしまう。
貴司に「言葉ってさ、こんなにいっぱい要らんくない？」と問うと、自分の気持ちにぴったり来る言葉を見つけるために多くの言葉があると返される。今の気持ちにぴったり来る言葉は会いたないんか、合わせる顔がないんかと諭され、心無い言葉を向けたことにより合わせる顔が無かったことに気付き、大樹に謝罪した。
その後は以前のように、大樹と共にデラシネを訪れるようになる。
古本屋の客
演 - 古見時夢

#### 摘路小学校
三上（みかみ）先生
演 - 増井友紀子
舞の担任。
立花栞（たちばな しおり）
演 - 岡本望来
舞のクラスメイト。
小谷恵子（こたに けいこ）
演 - 井上つばさ
舞のクラスメイト。
竹原しのぶ（たけはら しのぶ）
演 - やくわなつみ
舞のクラスメイト。
保坂浩一（ほさか こういち）
演 - 竹内大騎
舞のクラスメイト。
加藤博志（かとう ひろし）
演 - 吉田鼓太良
舞のクラスメイト。
野口大樹（のぐち だいき）
演 - 南雄大
舞のクラスメイト。
長澤康貴（ながさわ やすたか）
演 - 宇治本竜ノ助
舞のクラスメイト。

#### 町工場
曽根武雄（そね たけお）
演 - 蟷螂襲
「うめづ」の常連客。
浩太の父親にとても世話になったという縁もあり、1994年には浩太から頼まれた特殊ねじの金型作りを、請け負った。第71回で、浩太と同じく町工場の社長であることが明らかになった。そういった縁もあり、浩太の急死でIWAKURAが一際大変になったことを受け、古田と共に「何でも力になんで!」と舞に声をかけた。小森の雇用に難色を示したが、長井が営む「長井金属工業」を舞に薦めた。
根矢忠正（ねや ただまさ）
演 - 中川浩三
「うめづ」の常連客。
長井清二（ながい せいじ）
演 - や乃えいじ
「うめづ」の常連客。
第71回で、浩太と同じく町工場の社長であることが明らかになった。曽根たちから紹介された小森の働きぶりを高く評価し、このご時世から彼を無条件で採用した。
2013年には、後継者がいないことから「長井金属工業」を畳むことを決め、従業員達の再就職先探しを行っている。
古田茂（ふるた しげる）
演 - 湯浅崇
「うめづ」の常連客。
第71回で、浩太と同じく町工場の社長であることが明らかになった。そういった縁もあり、浩太の急死でIWAKURAが一際大変になったことを受け、曽根と共に「何でも力になんで!」と舞に声をかけた。小森の雇用に難色を示したが、長井が営む「長井金属工業」を舞に薦めた。
曽根（二代目）
演 - 井之上チャル
「（株）曽根金型製作所」の2代目。オープンファクトリーに参加する。
その打ち上げに水を差した小堺の代わりに参加者全員に頭を下げたり、舞が彼の工場のひし金を使ってハンモックを造ろうといい出した時は、仲介役になったりと小堺とは縁があり、先代に似て思いやりのある性格。
古田（二代目）
演 - 湯浅崇
「（株）古田機工」の2代目。オープンファクトリーに参加する。
的場仁
演 - 杉森大祐
「うめづ」の客。「（株）的場金属製作所」を父親から引き継ぎ社長に就任したばかりの時に自信をなくしかけていたが、雪乃からめぐみのことを引き合いに出され気合を入れられる。オープンファクトリー開催に興味を持ち、舞に市役所の安川を引き合わせるなど協力する。
穂積（ほづみ）
演 - 田村ツトム
「（株）穂積テック」の人物。オープンファクトリーに参加する。
落合（おちあい）
演 - 牛丸裕司
「オチアイ工業株式会社」の人物。レーザー加工機を保有。オープンファクトリーに参加する。
山本（やまもと）
演 - 城土井大智
「（株）山本金属加工業」の人物。オープンファクトリーに参加する。
小堺（こさかい）
演 - 三谷昌登
「コサカイ鋼業株式会社」の人物。仕事が減り廃業を覚悟していたが、舞の提案を受けて、曽根を始めとする他の町工場とともに菱形金網のハンモックを作り上げる。
それをきっかけとし、河内大学から金網を用いた校舎リノベーション工事の新規受注に成功した。
仙波和樹（せんば かずき）
演 - 森下じんせい
「仙波打抜株式会社」の人物。
我妻花江（わがつま はなえ）
演 - 久保田磨希
東大阪で板金加工の工場を経営している女性社長。エネルギッシュで、思ったことを何でもはっきり言う。また、ものづくりへの情熱にあふれている。

#### その他の東大阪の人々
医師
演 - ぼんちおさむ
地元の医師。舞の発熱に関して、環境を変えることを勧める。
中岡（なかおか）
演 - 藤本幸広
女の子
演 - 野津琴音
吉田（よしだ）
演 - 新免誠也
浩太が胃潰瘍で入院した病院の医師。
医師
演 - 浅雛拓
2009年6月、浩太の心臓バイパス手術をした医師。
悠人に憧れる大学生
演 - 堺翔太
2013年8月、「ノーサイド」で悠人とめぐみに偶然遭遇する客。
安川龍平（やすかわ りゅうへい）
演 - 駿河太郎
東大阪市の職員。町おこし担当（経済部モノづくり支援室の主任）。なにわバードマンの伝説のOBであり、現役時に作ったターミガン号の部品の構造が、舞たちが作ったスワン号に受け継がれている。また、自身の名刺にもターミガン号の絵を入れている。的場仁の紹介で舞と出会い、彼女がなにわバードマンの後輩でスワン号のパイロットだったと知って意気投合する。
女の子
演 - 清水美怜
2015年4月12日に摘路西公園で貴司が開催した「こども短歌教室」を遠巻きに見ていたところを、舞に声を掛けられる。参加費用を持っていないことを舞に打ち明けるが、無料であると説明されて途中から参加した。
男の子
演 - 湯田大夢
2015年4月12日に摘路西公園で貴司が開催した「こども短歌教室」に参加した。
看護師
演 - 安部洋花

### 長崎・五島列島の人々

#### 岩倉家と関係者

##### 岩倉家
岩倉悠人（いわくら はると）
望月久留美（もちづき くるみ） → 岩倉久留美（いわくら くるみ）
共に、前述「岩倉家」を参照。
岩倉紗奈（いわくら さな）
演 - 夢香
悠人と久留美の娘で、舞と貴司の姪。
従姉・歩と同じく元気いっぱいで、祖父・佳晴に抱きついた時は「ナイスタックルや！」と褒められた。

##### 才津家
才津祥子（さいつ しょうこ）
演 - 高畑淳子
舞と悠人の祖母で、めぐみの母。歩と紗奈の曽祖母。「めぐみ丸」2代目・船長。
福中島（白波江郡五島崎町知嘉）に在住。独立心旺盛であるが、周囲の普通の人々、年若い子供からも何かを感じ取り学び続ける柔軟性も備えた人。漁師だった夫・雄一（ゆういち。舞と悠人の父方の祖父で、めぐみの父。劇中では遺影のみの登場。）が亡くなったあと、女手ひとつで必死にめぐみを育てた。ジャム製造、農業、瀬渡し船の操縦等の仕事をしている。なんでも自分でやって、自分の力で生きていくことがモットー。
1981年、めぐみが大学を中退して浩太と結婚しようとした時、世間知らずのめぐみが町工場でやっていけるはずがないと猛反対し、浩太に対しても「娘はやれん」と告げる。しかし、それでも二人は意思を曲げなかったため、カッとして「だったら勝手にせい！2度と帰ってこんでよか！」と言ってしまい、めぐみも咄嗟に「なら、そうする」と応じてしまったので、"勘当"という形になってしまった。ただ、内心ではその後もずっとめぐみを心配していた。めぐみがすぐに浩太の元から逃げ帰ってくると思っていたが、帰ってこないことを寂しく感じると同時に、嬉しくも思っていたことを後に舞に明かしている。
1994年、めぐみが小学生の舞を療養させるため連れてきたが、めぐみとは折り合いが悪く不器用に接してしまい、母娘関係の難しさを再度経験。舞がめぐみの顔色をうかがって自分の意見を言えなくなっていることに気付き、舞は預かるのでめぐみだけ東大阪に帰るよう促す。舞に自分のことは自分ですることや、自分の気持ちをきちんと言うことの大切さ、失敗することの大切さを教える。ただ、ある時釣り客との約束の時間に遅刻してしまい、激怒させてしまった際は自身が失敗したことを落ち込むも、逆に舞から励まされた。舞が大阪に帰る時には、ばらもん凧のようにどんな向かい風にも負けず、たくましく生きるようにと励ました。
その後も時折電話などで舞と交流しており、舞が人力飛行機の記録飛行に挑む前夜に「自分を信じて飛べばよか」と励ますなど、舞にとってよき理解者となっている。
貴司・舞・久留美が五島に来た際、3人を家でもてなし、貴司にアドバイスをする。その後、舞を迎えに来た浩太とめぐみに会い、舞が両親に航空学校に行きたいと願い、めぐみがそれに了承する様子を見て、かつての自分とめぐみの関係を思い出し、「あの時、私もお前の気持ちを認めてやればよかったねぇ」と吐露。この一言で、めぐみの長年のわだかまりもフッと消え、娘と仲直りできた。また、浩太に対しても、めぐみを幸せにしてくれたことへの感謝の言葉を伝え、3人は良好な関係になった。
2009年1月、山村留学に来た森重親子を、浦信吾の依頼により自宅に滞在させる。ところが、仕事で足に怪我をしてしまい、自分を手伝うために東大阪からやってきた舞と再会。舞や貴司と朝陽の交流を見守る。
同年6月には、浩太の訃報を知ると貴司と共に東大阪に駆け付け、葬儀やめぐみの家の家事を手伝う。この時、悠人と初めて対面し言葉を交わした。憔悴しためぐみと舞を支え、2人が落ち着いた頃に五島に戻った。
2018年、船から降りた時に体調不良を訴え、信吾に病院に連れて行ってもらい脳梗塞と診断される。幸い初期だったため大事には至らなかったが、左半身の痺れが治まらず、船に乗ることや一人暮らしはやめたほうがいいとめぐみを通じてドクターストップを受けてしまう。
それでも頑なに大阪移住は拒否したが、めぐみが工場の社長職引退を考えていた時期と重なり、とりあえず引き継ぎが終わるまでという形で、11月に大阪の岩倉家に移住した。
2019年12月には「デラシネ」の店番を志願し、貴司のパリ行きを後押しする。
最終回の時点でも健在しており、同伴した医師と共に舞が操縦する「空飛ぶクルマ」に搭乗し、景色を楽しんでいた。

#### 浦家
浦一太（うら いった）
演 - 若林元太（幼少期：野原壱太）
浦家の長男。舞とは同い年でクラスメイト。小学生の頃に五島にやってきた舞と、良き友人となる（舞にとっても、祥子以外で最初に出会った島民である）。木戸豪によれば、この頃から舞に対して好意を抱いていたという。
高専進学のため一時は五島を出るが、後に帰郷。船大工を目指し、木戸の弟子になった。
2013年12月に知嘉島で「ヤング釣りフェスタ」が行われた際、個人で旅行に来ていた熊谷百花に出会い意気投合。地元の方言を教えるなどして交流しているうちに、彼女に恋心を抱くようになる。百花が勤める大阪のデパートで五島の物産展の開催が決まると、その手伝いのため大阪を訪れる。その後、物産展終了後に行われた打ち上げの席で百花に告白し、彼女と交際することになった。
2015年3月7日に舞と貴司の結婚披露宴に百花と共に参加。
2018年には百花と結婚しており、進の父親になっている。
浦信吾（うら しんご）
演 - 鈴木浩介
一太と凛の父で、役場職員。進の祖父。舞の母親であるめぐみの同級生。
2013年には、五島に若者を呼び込むための町おこしの企画で頭を悩ませており、知嘉島での「ヤング釣りフェスタ」を開催する。また、そこに参加していた百花の進言で大阪のデパートで五島の物産展を行うことになり、一太や木戸らとともに大阪に向かう。
2015年3月7日にも舞と貴司の結婚披露宴に参加するため来阪。
浦莉子（うら りこ）
演 - 大橋梓
一太と凛の母。信吾の妻で、クリスチャン。進の祖母。
初登場時は妊婦で、第9回に自宅の玄関で陣痛が始まり、その場に舞しかいなかったため（島には大きな病院がないことから長崎本土に行くために）祥子と息子達を呼ぶように頼み、無事次男・慶太（けいた）を出産した。
この日、舞は島中を走り回ったが疲れて熱を出すことはなく、彼女が元気になりつつあると気づくきっかけとなった。
祥子の送別会に参加し、久々に登場した（舞達の幼少期編終了後は初）。
浦凛（うら りん）
演 - 絢香
浦家の長女で、一太の妹。舞や一太とは2歳年下。
第9回で走っている舞を見つけた。その後、慶太が生まれ、姉になる。
成長後は島を離れ、福岡県に住んでいることが会話の上で言及されている。
熊谷百花（くまがい ももか） → 浦百花（うら ももか）
演 - 尾本祐菜
大阪にある「株式会社福丸百貨店」の社員で、百貨店事業本部企画推進課催事係に所属していた2013年12月、個人的な旅行で五島を訪れる。知嘉島で「ヤング釣りフェスタ」に参加したことで五島に魅力を感じ、信吾らに福丸百貨店で行われる物産展への出展を勧める。また、一太の話す方言に興味を持ったことで彼と意気投合する。2014年6月の「長崎・五島物産展」終了後の打ち上げの席で一太に告白され、彼と交際することになった。
2018年には一太と結婚し、進を出産している。
浦進（うら すすむ）
演 - 野原壱太
一太と百花の息子で、信吾と莉子の孫。
2027年、歩と初対面で仲良くなった。

#### 森重家
森重朝陽（もりしげ あさひ）
演 - 渡邉蒼（幼少期：又野暁仁）
東京の小学生。東京の学校に馴染めず、2009年1月に五島へ山村留学にやってくる。
無愛想な性格で、祥子や舞が勧めるものをことごとく拒絶する。五島の小学校にも初日から行きたがらず、縁側で朝から晩までずっと空を眺めている。その一方で、興味のあることはすぐに覚えることができ、舞がイメージトレーニングで声に出していたプロシージャーの文言をすらすら復唱したり、南天の実を並べて星図を作るなど天才的な一面を持つ。ただし、興味の範囲はかなり狭い。また、「友達」という言葉を聞いた途端、激しい拒否反応を示している。舞や貴司と交流する中で徐々に心を開き、星に興味があることから、地元の星空教室に通うことになる。
舞がIWAKURAの営業担当として仕事を獲得した頃には、星空教室でできた友達を祥子宅に連れてくるほど性格が改善し、小学校への登校にも意欲を見せている。
2019年12月時点では、浪速大学で航空宇宙工学を専攻。惑星探査ドローンの勉強をしている2020年には、舞の誘いで「ABIKILU」に飛行試験データの整理で参加する。
森重美知留（もりしげ みちる）
演 - 辻本みず希
朝陽の母。朝陽の教育を巡って夫とは離婚している。朝陽が東京の学校で馴染めずにいることに悩み、環境を変えてみようと朝陽ともに五島での山村留学に応募し、祥子宅に滞在する。そこで舞や貴司とも知り合う。
紆余曲折あったが、上記の息子の変わり映えに嬉し涙を流している。後に祥子宅の近くに家を借り、引っ越す。

#### 椿山家
山中さくら（やまなか さくら） → 椿山さくら（つばきやま さくら）
演 - 長濱ねる
祥子が作ったジャムを港の売店で売っている女性。彼氏がおり、彼を「むっちゃん」と呼んでいる。2004年時点では「みじょカフェ」という喫茶店を開業。2013年の時点では「むっちゃん」と結婚し、名字が「椿山」に変わっている。また、同年12月には、大阪のデパートで行われる五島の物産展の準備のため、一太や木戸と共に大阪を訪れる。
椿山修（つばきやま おさむ）
演 - 前原瑞樹
さくらの彼氏。彼女からは「むっちゃん」と呼ばれている。当初は会話中で言及されるのみで劇中に登場しなかったが、2013年の時点でさくらと結婚しており、さくらの苗字が改姓されていたことから苗字が「椿山」であることが判明。その後、物語終盤となる第115回で初登場した。

#### 小学校（長崎）
山口邦彦（やまぐち くにひこ）
演 - 永井響
舞が通うことになる島の小学校の教師。
第6回で、めぐみがいなくなったことにより1人で起きられなかった舞は大幅に遅刻をするが、叱ることはなく「次からは気をつけようね」と優しく注意するのみだった。
大坪礼子（おおつぼ れいこ）
演 - 酒瀬川真世
舞が通うことになる島の小学校の教師。
夏井耕平（なつい こうへい）
演 - 奏音
舞のクラスメイト。学校の野外学習で海に行ったときにオコゼを踏む。

#### その他の長崎・五島列島の人々
木戸豪（きど ごう）
演 - 哀川翔
船大工。舞の祖母である祥子と懇意にしている。一太を弟子に取り、船大工の仕事を教える。
2013年には、大阪のデパートで行われる五島の物産展の準備のため、一太やさくらと共に大阪を訪れる。
谷久也（たに ひさや）
演 - 前川清
診療所の医師。熱を出した小学生時の舞を診察する。
小田（おだ）
演 - 江頭つとむ
「めぐみ丸」の乗客。祥子が迎えの時間に遅れてきたことで激怒していた小此木をなだめる。
小此木（おこのぎ）
演 - 鶴賀皇史朗
「めぐみ丸」の乗客。祥子が迎えの時間に遅れてきたことで激怒し、小田になだめられる。
医師
演 - 松浦慎一郎
祥子の入院先の医師。
医師
演 - 竹井亮介
2027年1月31日、祥子と共に「かささぎ」初就航便に、離島への往診のため乗った医師。
野口若葉（のぐち わかば）
演 - 川口春奈
祥子を手伝いに来た若い女性。第115回で登場。祥子が脳梗塞で倒れた後、祥子の船「めぐみ丸」を引き継ぎ、3代目・船長になった。

### 浪速大学

#### なにわバードマンの仲間たち
舞が入学する「浪速大学」の人力飛行機サークル。2007年は、同級生たちが全員卒業・引退後も活動を続けているらしく、その年のイカロスコンテストに出場している。なお、最終回に全員再登場したため、年齢表記はしない。
刈谷博文（かりや ひろふみ）
演 - 高杉真宙
大学3回生。人力飛行機「スワン号」の設計担当。福岡県出身。
舞達が入学する前年は「イカロスコンテスト」で総指揮を担当し、その時のテレビ中継を見て感銘を受けた日下部が、サークルに入るきっかけとなった。
舞がパイロットになった記録飛行でも指揮をしている。
第53回で再登場し、大学卒業後は後述の鶴田と共に大阪で就職したらしく、彼の電話口からサプライズ登場した。由良の話によると2009年時点の勤務先は、大手の「諸田自動車」。
2018年には脱サラし、東大阪で後述の玉本と「株式会社ABIKILU」を設立していた。空への夢を持ち続けており、「空飛ぶ車」の開発に取り組んでいる。
由良冬子（ゆら ふゆこ）
演 - 吉谷彩子
大学2回生。人力飛行機「スワン号」のパイロット。
テスト飛行で「スワン号」を操縦するが、離陸直後の不時着により両足を骨折し、全治2か月の重傷を負ったことで記録飛行でのパイロットが不可能になり、舞を推薦する。
その後、無事完治し秋のパイロット選考会で舞と藤谷を差し置いて、2年連続で選ばれた。
かつては野球少女であり、中学校まで男子部員と一緒に野球部に所属していたが女性として体力の限界を思い知り、アメリア・イアハートに感銘を受け、旅客機の女性パイロットを目指そうとして航空学校を目指したが、身長が足りずに断念したという過去を持つ。
第57回で再登場。大学卒業後は設計事務所に勤めており、お金を貯めて日本より身長制限が緩いアメリカでパイロットになるのが目標だと舞に語った。
第97回で再々登場。舞と貴司の披露宴に出席した際、航空学校で舞のクラスメイトだった矢野とパイロット談義。現在は米アリゾナ州でパイロットとして働いており、セスナ機でグランドキャニオンを飛んでいると説明していた。
最終回に「ノーサイド」で行われた「かささぎ」就航のパブリックビューイングに参加した。
鶴田葵（つるた あおい）
演 - 足立英
大学3回生。サークルの代表。
1回生の時に、人力飛行機の設計図を書いた時に刈谷に実力の差を魅せつけ、彼がサークルを僅か3か月で辞める発端を作ってしまった張本人だったが必死で止め、自身の知識を分け与えた過去を持つ。
その1年後には「イカロスコンテスト」でパイロットを担当し、翼が折れ、墜落する直前「翼は折れても、心は折れへん！」という言葉を残し、これが藤谷がサークルに入るきっかけとなった。
第53回で再登場し、大学卒業後は刈谷と共に大阪で就職したらしく「うめづ」から舞に電話を掛けた。
最終回に「ノーサイド」で行われた「かささぎ」就航のパブリックビューイングに参加した。
佐伯功（さえき ひとし）
演 - トラウデン都仁
大学2回生。胴体班。
3回生引退後、新代表になっている。
最終回に「ノーサイド」で行われた「かささぎ」就航のパブリックビューイングに参加した。
玉本淳（たまもと あつし）
演 - 細川岳
大学3回生。プロペラ班。アフロヘアーが特徴で、酒癖が悪い。
2018年には髪やヒゲを切っており、刈谷と共に「株式会社ABIKILU」を設立し、「空飛ぶ車」を開発している。
空山樹（そらやま いつき）
演 - 新名基浩
大学3回生。翼班。宮崎県出身で、極端に無口。
サークルに残るために3回も留年しており、別名「永遠の3回生」と呼ばれるほどだったが潮時になり、この年が最後と決めている。
居酒屋でバイトをしており、新入生歓迎会などの宴会場は彼が働く店になっていた。
最終回に「ノーサイド」で行われた「かささぎ」就航のパブリックビューイングに参加した。
西浦和重（にしうら かずしげ）
演 - 永沼伊久也
大学2回生。プロペラ班。
第121回で再登場し、日下部と共に神戸から「株式会社ABIKILU」を訪れた。
渥美士郎（あつみ しろう）
演 - 松尾鯉太郎
大学2回生。胴体班。
2015年から母校・浪速大学の准教授になった。都市ブランディングが専門。
安川を通じて舞と再会。オープンファクトリーに関してアドバイスしたり、後に「株式会社ABIKILU」にも協力した。
藤谷翼（ふじたに つばさ）
演 - 山形匠
大学1回生。翼班。
鶴田に憧れてサークルに入った。秋のパイロット選考会に、舞、由良と共に参加したが、落選した。
最終回に「ノーサイド」で行われた「かささぎ」就航のパブリックビューイングに参加した。
日下部祐樹（くさかべ ゆうき）
演 - 森田大鼓
大学1回生。刈谷に憧れて「浪速大学」に入ったほどで、いずれ機体設計したいと思っている。
第121回で再登場し、西浦と共に神戸から「株式会社ABIKILU」を訪れた。

#### その他の大学関係者
同級生
演 - 西村こころ、北村沙羅
教授
演 - 酒井高陽

### 航空学校

#### 舞の同期
宮崎本校時代にA班だったメンバー。こちらも最終回に全員再登場したため、年齢表記はしない。
柏木弘明（かしわぎ ひろあき）
演 - 目黒蓮
舞の同期。舞とは宮崎本校の面接の際に知り合う。帯広校では、舞と水島と同じ班になり、大河内から指導を受ける。
国際線パイロットの父と、元キャビンアテンダントの母との間に生まれ、父親に憧れている。父親は世界を飛び回る仕事をして家はほとんど留守にしていたので父と過ごす時間はあまりなく、孤独な少年時代を過ごしたが、父親を尊敬し父親のように国際線パイロットになりたいと心から思っている。
性格的には根っからの「生真面目」でストイック。そのため当初は、「パイロットは孤独で、全て自分で判断しなければならない。独りで判断できる人間でなければならない。ひとに弱みは見せてはいけない」と信じ込んでいた。航空学校に入学してもその信念どおり、舞たち同期生に自分の弱みを見せない。また実際のところ優秀なので、自信もあり、プライドも高い。入学当初は舞たち同期生のことが、どうしても "意識が低い人々"、自分より劣っている人たちに見え、馴染む気になれず、冷淡な接し方をする。その後、クリスマスパーティーで舞たちと少し距離を縮めはする。
だがある日、航空学校で大河内教官から、「柏木は自分の力を過信しがちなところがある。自分を過信する者はパイロットに向かない。」と指摘され、その意味がよく理解できず戸惑う。同期生からは"完璧"で嫌味な者のように見えた柏木は、ある日、訓練中盤のフライト中に、突然 "迷子"状態に陥りしかも自分が位置を間違えていることにも気づかないという深刻なミスを犯しその日の訓練を中断させられ、呆然とする。完璧に見えた柏木にも実は苦手なものはあり、地図の記憶や空間認識はあまり得意ではなかったのである。
柏木も、自分に足りないものや弱点の克服法がなかなか見つからない中、その悩みを誰にも打ち明けたり相談することもできず、ただ独り、深い深い孤独に陥ってゆく。そんな状態に気づいた舞が「パイロットは独りで飛んでいるんではないんです」と真剣に伝えてくれ、さらに地図に弱い柏木のために同期生と一緒に体育館に運動具や縄で北海道の大型模型を作って模擬訓練をしてくれたことで、次から無事にフライト訓練をできるようになった。その体験で柏木は自分は孤独ではないと実感できるようになり、舞の言葉通り、パイロットだって孤独なわけではない、と気付かされ、固く閉ざされていた心が柔らかくなり開き、同期とも交流できるようになりかけがえのない仲間となった。さらに、舞にだけは素直に自分の弱い部分を見せられると感じていることや、舞も自分と同様に真剣に訓練を受けており尊敬できる人だと気付き、彼女に惹かれていく。
ひょんなことで帯広校の食堂のテーブルの下の狭い空間に舞と一緒に隠れることになり、近距離で舞の顔を見ているうちについに思いが高まり意を決し告白し、帯広校での最終試験に合格後に舞から返事をもらい、相思相愛の仲となる。
帯広課程修了後、すぐに舞と共に彼女の実家に行き、両親（浩太とめぐみ）に会い、その夜の飲みの席で浩太に舞との交際を明かしたうえで真剣に交際してゆくつもりですと挨拶し、浩太から舞との交際を認められた。卒業後は2009年の春までサンフランシスコにて短期語学留学をした後、6月時点では就職した航空会社で研修している。そのため、舞とは遠距離恋愛を続ける。8月に舞の元を訪ねて摘路西公園で、彼女から航空会社への就職内定を辞退して家業の工場の仕事をやっていくと聞かされる。今パイロットの夢を諦めたら後悔すると説得するが、舞の決意が固いと知ると、彼女の意思を尊重。「少しの間でも共にパイロットを目指せて幸せだった」と舞に告げて、二人は別れることとなった。
水島の話によると2013年11月時点では、国際線のパイロットをしている。
最終回に「ノーサイド」で行われた「かささぎ」就航のパブリックビューイングに参加した。なお、彼のみ現地集合で水島達との再会は「ノーサイド」の前だった。
水島祐樹（みずしま ゆうき）
演 - 佐野弘樹
北関東にチェーン展開するスーパーマーケット「水島ストア」の社長の息子。1983年11月20日生まれ。親からは「何をやっても中途半端に放棄してしまう子だ」とレッテルを貼られており、自分に自信が無い。「スーパーの跡取りになるのが嫌」という理由が根本動機で、なかば逃避のために、畑違いのパイロットを目指した。一応は航空学校に入学できたものの、そもそも入学動機が動機なだけに、航空学校にもギターを持ち込んでいる。帯広校では舞・柏木と同班になり、鬼教官の大河内から指導を受けることになる。
明るいムードメーカーでお調子者な反面、卑屈な性格でもあり、深刻な事態でもそれは変わらない。物事と正面から向き合うのを避け続けており、その場を誤魔化すことややり過ごすというのが癖になってしまっている。その性格から同室の柏木とは折り合いが悪かったが、それでも柏木が地図の暗記と空間認識に苦しんだ時には舞らと一緒にサポートした。
水島はプリソロチェックで、管制からの無線の言葉が理解できなかったのに誤魔化すという、パイロットとしては危険で致命的な行為をしたことを教官から見抜かれ不合格に。同時に複数のことができないという弱点に気づいていた柏木が再審査の試験対策を手伝うが、不合格。結局、パイロットには向かないと判断されフェイル（退学）となり、舞の同期17人で最初の退学者となった。
退学が決定しても相変わらず、そんな状況に正面から向き合わず（本音も表現せず）ヘラヘラとしていたところ、当人が泣いていないというのに、むしろ同室の柏木のほうが悔しがって涙を流してくれて「水島、悔しいなら、悔しいといえよ！」と言ってくれ、そのおかげで、水島も泣きたい気持ちを正直に表し泣くことができ、空虚な冗談で誤魔化し続けるのではなく本音を言い、自分の状況に正面から向き合う機会に。パイロットにはなれなかったものの、柏木とのこのやりとりのおかげで水島の中では一段成長する機会となった。
第56回で再登場。「スーパーチェーンの跡取り息子」という自分の宿命と正面から向き合う気になったようで、実家のスーパーの仕事に熱心に取り組んでいるようである。第86回では吉田と共に東大阪を訪れ、スーパーの副店長になったことを舞に語った。
最終回に「ノーサイド」で行われた「かささぎ」就航のパブリックビューイングに参加した。
矢野倫子（やの りんこ）
演 - 山崎紘菜
舞の同期。お洒落とメイクが好きな帰国子女。学生寮では舞と相部屋。
以前は商社で働いていたが、男性が優先される職場で悔しい思いを重ねて、一念発起してパイロットになろうと決めた。女性機長を目指している。2013年の吉田の話によると、時々空港で会うという。
第97回で再登場。舞と貴司の披露宴に出席した際、なにわバードマンで舞の先輩だった由良とパイロット談義。同僚のフランス人パイロットと婚約していると明かした。
最終回に「ノーサイド」で行われた「かささぎ」就航のパブリックビューイングに参加し、「ノーサイド」へ水島達を案内した。
中澤真一（なかざわ しんいち）
演 - 濱正悟
舞の同期。公務員だったが、パイロットへの夢を諦めきれずに退職し、航空学校に入学した。妻子がいるが、妻の美幸とはあまりうまく行っていない。
帯広校での最終審査が目前に迫った時、美幸から記入済みの離婚届が送られてきた。それを記入して返送しようとするが、倫子達の説得で思いとどまり、もう一度話をするために美幸に直筆で手紙を書いた。
その後、無事航空学校を卒業し美幸からの理解も得られたようだが、リーマン・ショックが理由で舞と同様、入社が1年延期になった。
2013年の吉田の話によると、時々空港で会うという。
最終回に「ノーサイド」で行われた「かささぎ」就航のパブリックビューイングに参加した。なお、他の同期とは異なり、第56回の打ち上げの後は最終回まで全く登場しなかった。
吉田大誠（よしだ たいせい）
演 - 醍醐虎汰朗
舞の同期。石川県金沢市出身。家が母子家庭で、奨学金で航空学校に通う苦学生。同期で唯一、舞と同い年。控えめで優しい性格で、自分が操縦する飛行機に母を乗せることを夢見ている。
母が病に倒れて実家への帰宅を余儀なくされ、授業に1か月分も遅れが出てしまい、都築から来年度一からやり直すよう諭される。しかし、学費のこともあり不可能だったため、一身上の都合によるフェイルになりかけたが、母の看病中も独力で授業の課題を全てこなしてノートにまとめており、それを知った舞たち同期が都築を説得したことで特別試験を受けられることになり、それに合格して引き続き航空学校で学び続けられることになった。水島と共に舞の元を訪れた2013年11月30日時点では、国内線の副操縦士をしている。
最終回に「ノーサイド」で行われた「かささぎ」就航のパブリックビューイングに参加した。

#### 教官
都築英二（つづき えいじ）
演 - 阿南健治
航空学校・宮崎本校の教官。入校試験で舞と柏木の最終面接を担当し、入校後は彼女たちのクラスの座学講義を担当する。吉田が授業の遅れから退学の危機に陥った時、舞たち同期の訴えを受けて救いの手を差し伸べた。黒表紙のノートを持ち歩き、学生の評価（「都築ポイント」として噂されている）を書き込んでいる。
大河内守（おおこうち まもる）
演 - 吉川晃司
航空学校・帯広校の教官。舞・柏木・水島のフライト訓練の指導を担当する。
かつては航空自衛隊の戦闘機のパイロットをしていたが、30代半ばの頃に地上勤務になった際、航空学校からの誘いを受けて教官になった。
常に丁寧な口調で話し、大声で怒鳴ることはないが、威厳のある雰囲気をしている。パイロットに不適と判断した学生を容赦なくフェイル（退学）させると言われており、学生たちからは「鬼教官」と恐れられているが、その実は学生想いの実直な教官。
指導は厳しいが、舞に「慎重になりすぎて一つ一つの動作が遅い」、柏木に「最も事故を起こしやすいパイロットは自分の力を過信する人間だ」と説くなど、学生一人一人の特性や弱点をしっかり見抜いて指導している。
舞が着陸の特訓の無理が祟って体調を崩して苦しんでいた時、「自衛隊時代に体調を崩した時、飛べなくて悔しかった」という自身の経験とその本音を舞に打ち明け、パイロットを目指そうとした目的を思い出すよう助言し、舞が再起するきっかけを与えた。また、舞がソロフライトで強風のため急遽釧路空港に向かうことになった時、自ら訓練機を飛ばして飛行中の舞の元に駆け付け、彼女を釧路まで誘導した。帯広校での訓練課程終了時は、最終審査に合格した舞と柏木に対し「君達が操縦する旅客機に乗る日を楽しみにしている」との期待の言葉を送った。
最終回で回想として再登場する。
山下（やました）
演 - 板倉チヒロ
航空学校・帯広校の教官。倫子・中澤・吉田のフライト訓練の指導を担当する。英語混じりの独特な口調で話し、倫子から煩がられている。

#### その他の航空学校関係者
宮田真紀子（みやた まきこ）
演 - 金子珠美
帯広校の寮の食堂調理員。
女性検査官
演 - 友寄由香利
舞が受けた入学試験の、適性検査の検査官。
面接官
演 - 岡田力
舞と柏木が受けた最終面接試験で、都築と共に面接官を務めた。
教官
演 - 川添公二
宮崎本校の教官。
首席教官
演 - 五十嵐英実
帯広校の首席教官。
管制官（声）
演 - 倉富亮
帯広校の管制官。
管理官
演 - 富永浩至
帯広校の管理官。
審査官
演 - 山田裕
プリソロチェックの審査官。
内村審査官
演 - 寺尾毅
最終審査の審査官。
審査官
演 - 晝田英治
最終審査の審査官。

### その他の人々
留守番電話の声
演 - 木元美香
章の携帯電話の留守番電話の声。
小山内雄二
演 - 門田裕
日本航空宇宙産業界 航空宇宙部長。2013年8月25日に大阪市内で開かれた「航空機産業参入支援セミナー」の講演者の一人。
高橋亮介
演 - マエチャン
悠人と「ショートタームキャピタル」の共同経営者を務める。
テレビ司会者
演 - 浅越ゴエ
朝の情報番組「SHiKKURi」の司会者。番組で悠人のインサイダー取引疑惑のニュースを取り上げた。
光瀬明子
演 - 岡部尚子
朝の情報番組「SHiKKURi」のコメンテーター。経済ジャーナリストで、悠人のインサイダー取引疑惑についてコメントした。
記者1
演 - 今仲ひろし
悠人のインサイダー取引疑惑が報じられた際、岩倉家の前に取材に来た。
記者2
演 - 南谷峰洋
悠人のインサイダー取引疑惑が報じられた際、岩倉家の前に取材に来た。
河内大学の関係者
演 - 沢暉蓮、村角ダイチ、菰池剛史
佐藤哲治
演 - 大塚宣幸
投資家。悠人の紹介で「株式会社ABIKILU」を見学し、投資を決める。
林
演 - 安永稔
投資家。悠人の紹介で「株式会社ABIKILU」を見学し、投資を決める。
投資家
演 - 永田さとし
佐藤と林と共に「株式会社ABIKILU」を見学したが、2人とは異なり、投資しなかった。
風間初美
演 - いちえ
「株式会社ABIKILU」に堂島と共に採用されたエンジニア。「かささぎ」の名前の由来を舞に尋ねる。
堂島銀二
演 - 鈴木康平
「株式会社ABIKILU」に風間と共に採用されたエンジニア。
アパートの住民
演 - バーブ・アレックス
八木が住むパリのアパートの向かいの部屋の住民。ロックダウン中の2020年3月、コーヒーを切らして買いに行こうとした貴司と廊下で遭遇し、「不要な外出は禁止だ」と説得して阻止する。
リポーター
演 - 芳野裕美
「かささぎ」就航の2027年1月31日に、五島に来たリポーター。

## スタッフ
- 作 - 桑原亮子、嶋田うれ葉、佃良太
- 空飛ぶクルマ開発部分・原案 - 福澤知浩（スカイドライブ）、中井佑（テトラ・アビエーション）
- 音楽 - 富貴晴美
- 主題歌 - back number「アイラブユー」（ユニバーサルシグマ）[11][注釈 46]
- 語り - さだまさし[10][注釈 47]
- 土曜日週間総集編・「舞いあがれ！第〇〇週」、ダイジェスト動画語り - 武田真一（NHK大阪アナウンサー〜フリーアナウンサー）[注釈 48][188]
- 副音声解説 - 山崎健太郎
- タイトル映像 - 新井風愉[189]
- 大阪ことば指導 - 吉田真由、松寺千恵美、川瀬真理
- 五島ことば指導 - 永井響[注釈 41]
- 福岡ことば考証 - 藤吉みか
- 料理指導 - 広里貴子
- 医事指導 - 矢木崇善
- 助産指導 - 前田利子
- 書道指導 - 今口鷺外
- 絵画指導 - 苅谷昌江
- 短歌指導 - 江戸雪
- 仏事指導 - 丈徳
- 技術教室指導 - 岩永健二
- ねじ製造考証 - 山下貴嗣
- 金網考証 - 森永耕治
- 東大阪町工場考証 - 成瀬俊彦
- オープンファクトリー考証 - 草場寛子
- 製品開発考証 - 戸屋加代
- 特別支援教育考証 - 小林潤一郎
- 航空部品製造考証 - 植月邦彦
- 人力飛行機考証 - 稲川貴大[190]
- パイロット考証 - 角城健次
- 銀行融資考証 - 大本仁
- 金融法考証 - 浦山周、鍜治雄一、本行克哉
- ヘッジファンド考証 - 片山晃、四塚利樹
- 看護考証 - 山越麻衣子
- 撮影協力 - 滋賀ロケーションオフィス、わかやまフィルム・コミッション、堺・風車の会[191][19]、五島バラモン凧揚げ振興会、JAXA航空技術部門
- 制作統活 - 熊野律時（CP）、管原浩（CP）
- プロデューサー - 上杉忠嗣、三鬼一希、結城崇史[192]
- 美術 - 西村薫、麻生啓史、鴫原広起、田部貢市、淀裕矢
- 技術 - 松崎隆志、安藤清茂
- 音響効果 - 武生壮史、林恵太郎、巽浩悦
- 撮影 - 源拓哉、大石理沙
- 映像技術 - 山下健、原幸介、赤松伽南、前田惇徳、中井嵩人
- 照明 - 橋村祐哉、松本豊、山本大貴
- VFX - 美佐田幸治、護摩堂雅子、安部孝文、今村昴司、田邉亮哉、大関聡
- 音声 - 中越真司、渡辺暁雄、壇寛弥、大成友二、長嶺真二、稲垣雄二
- 音楽録音 - 三浦真友子
- VFXプロデューサー - 結城崇史
- 編集 - 木村悦子
- 助監督 - 小河久史、早川優介、原田氷詩、三輪奈那、南野彩子、工藤隆史、大野陽平、上野香織、畑元健太、小峰陸矢、亀井優成、押田友太、松木健祐、長澤康貴、竹原朋加
- 記録 - 藤澤加奈子
- 制作担当 - 中津琢、坪内孝典、木村晴治、井上一成、長堀孝子、長岡しのぶ、森岡あゆみ、扇谷愛理、岡本剛毅
- 美術進行 - 扇谷祐一朗、加藤雪夫、中澤明子、澤幸樹、齋藤強、丹羽教介
- 衣装 - 辻本万実、早藤博、大西徹、鈴木佑美、穴田順也、上廣一人
- 装置 - 佐藤千織、内田健、山添敦景、奥村陵、蔦永洋、玉垣裕司、堤正和、宮崎昭徳
- メイク - 西口富美子、有田佳子、臼井いちこ
- 装飾 - 田中美紅、野崎次郎、村田好隆、横田浩之、山口喬史、石井千尋、三好勇作、森上陽子、齋藤綾乃、安平陽菜
- 演出 - 田中正、野田雄介、小谷高義、松木健祐、原田氷詩、工藤隆史、小河久史、大野陽平
- 製作 - NHK大阪放送局
- 制作・著作 - NHK

## 放送日程
| 週                                                                          | 回         | 放送日                    | サブタイトル                 | 作         | 演出     | 週平均視聴率 |
| --------------------------------------------------------------------------- | ---------- | ------------------------- | ---------------------------- | ---------- | -------- | ------------ |
| 1                                                                           | 01 - 05    | 2022年10月03日 - 10月07日 | お母ちゃんとわたし           | 桑原亮子   | 田中正   | 15.9%        |
| 2                                                                           | 06 - 010   | 10月10日 - 10月14日       | ばらもん凧（だこ）、あがれ！ | 桑原亮子   | 野田雄介 | 16.4%        |
| 3                                                                           | 011 - 015  | 10月17日 - 10月21日       | がんばれ！お父ちゃん         | 桑原亮子   | 田中正   | 16.1%        |
| 4                                                                           | 016 - 020  | 10月24日 - 10月28日       | 翼にかける青春               | 桑原亮子   | 田中正   | 16.0%        |
| 5                                                                           | 021 - 025  | 10月31日 - 11月04日       | 空を飛びたい！               | 桑原亮子   | 田中正   | 15.2%        |
| 6                                                                           | 026 - 030  | 11月07日 - 11月11日       | スワン号の奇跡               | 桑原亮子   | 小谷高義 | 15.6%        |
| 7                                                                           | 031 - 035  | 11月14日 - 11月18日       | パイロットになりたい！       | 桑原亮子   | 田中正   | 15.5%        |
| 8                                                                           | 036 - 040  | 11月21日 - 11月25日       | いざ、航空学校へ！           | 嶋田うれ葉 | 野田雄介 | 15.6%        |
| 9                                                                           | 041 - 045  | 11月28日 - 12月02日       | 私らはチームや               | 嶋田うれ葉 | 松木健祐 | 15.5%        |
| 10                                                                          | 046 - 050  | 12月05日 - 12月09日       | 別れと初恋                   | 佃良太     | 野田雄介 | 15.6%        |
| 11                                                                          | 051 - 055  | 12月12日 - 12月16日       | 笑顔のフライト               | 佃良太     | 松木健祐 | 15.9%        |
| 12                                                                          | 056 - 060  | 12月19日 - 12月23日       | 翼を休める島                 | 桑原亮子   | 小谷高義 | 15.6%        |
| 13                                                                          | 061 - 063  | 12月26日 - 12月28日       | 向かい風の中で               | 桑原亮子   | 田中正   |              |
| 14                                                                          | 064 - 066  | 2023年01月04日 - 01月06日 | 父の背中                     | 桑原亮子   | 田中正   |              |
| 15                                                                          | 067 - 071  | 01月09日 - 01月13日       | 決断の時                     | 桑原亮子   | 田中正   | 15.7%        |
| 16                                                                          | 072 - 076  | 01月16日 - 01月20日       | 母と私の挑戦                 | 桑原亮子   | 原田氷詩 | 16.0%        |
| 17                                                                          | 077 - 081  | 01月23日 - 01月27日       | 大きな夢に向かって           | 桑原亮子   | 野田雄介 | 16.2%        |
| 18                                                                          | 082 - 086  | 01月30日 - 02月03日       | 親子の心                     | 佃良太     | 野田雄介 | 16.2%        |
| 19                                                                          | 087 - 091  | 02月06日 - 02月10日       | 告白                         | 桑原亮子   | 小谷高義 | 16.1%        |
| 20                                                                          | 092 - 096  | 02月13日 - 02月17日       | 伝えたい思い                 | 桑原亮子   | 工藤隆史 | 15.9%        |
| 21                                                                          | 097 - 0101 | 02月20日 - 02月24日       | 新たな出発                   | 桑原亮子   | 田中正   | 16.0%        |
| 22                                                                          | 0102 - 106 | 02月27日 - 03月03日       | 冒険のはじまり               | 桑原亮子   | 小谷高義 | 16.0%        |
| 23                                                                          | 107 - 111  | 03月06日 - 03月10日       | 飛躍のチャンス               | 佃良太     | 小河久史 | 15.7%        |
| 24                                                                          | 112 - 116  | 03月13日 - 03月17日       | ばんばの歩み                 | 桑原亮子   | 野田雄介 | 15.6%        |
| 25                                                                          | 117 - 121  | 03月20日 - 03月24日       | 未来を信じて                 | 佃良太     | 大野陽平 |              |
| 26〈最終〉                                                                  | 122 - 126  | 03月27日 - 03月31日       | 私たちの翼                   | 桑原亮子   | 田中正   |              |
| 期間平均視聴率： 15.6% （ビデオリサーチ調べ、関東地区・世帯・リアルタイム） |            |                           |                              |            |          |              |

### 放送休止・変更
- 2022年10月4日の第2回（第1週その2）は、北朝鮮の弾道ミサイル発射を受けて、Jアラートが発動され、武力攻撃事態等における国民の保護のための措置に関する法律（国民保護法）の規定によりNHK全9波[注釈 49]全中の緊急報道編成が行われたため、急遽BSプレミアム・4Kの朝7時30分からの先行放送と、総合の8時からの放送はいずれも中止[216]。そのため、総合の同日12時45分からの再放送枠が初回放送扱いとなり通常通り放送され[216]、翌5日の朝の放送は第2・3回[注釈 50]の2本分をまとめて放送された[216][217]。（今作1回目の放送休止）
- 2022年11月3日の第24回（第5週その4）は、ふたたび北朝鮮からのミサイル発射報道のため午前8時の放送が中止[218]。翌4日の朝の放送は第24・25回の2本分[注釈 51]をまとめて放送。（今作2回目の放送休止）BSプレミアム・4Kの朝7時30分からの先行放送は予定通り実施。
- 土曜日の週間総集編のうち、2022年12月31日は年末特別編成のため休止として、その分を2023年1月7日放送分は年末年始をまたぐ2週・6回分（第13・14週）をセットにしたもので放送した。BSプレミアムでの1週間分のまとめての再放送（完全版）に関しても、同日は11時15分まで延長して6回分をセットで放送した。2023年4月1日（総合・再放送）は、第95回記念選抜高等学校野球大会・優勝戦「山梨学院（山梨県）対報徳学園（兵庫県）」の中継により、12時15分からの前倒し放送に変更される。

### キャッチアップ放送
いずれも総合『ミッドナイトチャンネル ウィークエンドセレクション・イッキ見ゾーン』枠内で放送。
- 2022年10月22日1時55分 - 3時10分（21日深夜）：第1週
- 同10月23日1時05分 - 3時35分（22日深夜）：第2・3週[219]
- 同11月12日2時05分 - 3時20分（11日深夜）：土曜日の週間総集編第1 - 5週[220]
- 2023年1月23日1時25分 - 2時10分（22日深夜）：土曜日の週間総集編第13 - 16週（第13・14週は上述のとおり2週分をまとめて1週分と見なして放送）[221]

### 総集編
以下の日程で総集編が放送された。
- 前編：2022年12月29日 8時 ｰ 9時25分（総合）、2023年5月5日13時5分 - 14時30分（総合）、2023年5月6日13時 - 14時25分（BS4K）、2023年6月10日0時46分 - 2時11分〈9日深夜〉（総合）（「幼少編」「人力飛行機編」「航空学校編」）[222]
- 後編：2023年5月6日14時25分 - 15時50分（BS4K）、2023年6月10日16時30分 - 17時55分（総合）[223]（「IWAKURA再建編」「東大阪発展編」「空飛ぶクルマ編」）
  - 当初総合では5月5日14時30分 - 15時55分に放送予定だったが、能登半島での震度6強の地震により打ち切りとなった。しかし、放送中断後、「臨時ニュースが挟まるなど聞いていない」等、視聴者から8万5千件に及ぶ苦情がNHK総合テレビから抗議電話・抗議メールに殺到した。

## オープニング
タイトルバックを手掛けた新井風愉は「朝に見て元気が出るタイトルバック」をコンセプトに制作。五島列島の青空と海を背景にひたむきで健気な存在である1枚の折紙が必死に且つ気持ちよく飛んでいくイメージで1コマ1コマ誠実に作り上げている。
アバンタイトルでは1段目に「連続」で2段目に「テレビ小説」の字幕が入り、オープニングタイトルでは「が」の真上に「連続テレビ小説」の字幕が入る。
大阪制作の連続テレビ小説としては『まんぷく』以来4年ぶり、連続テレビ小説全体としては『おかえりモネ』以来11か月ぶりにオープニングの最初に週のサブタイトルと当日の回数が表示される形式を採用した。

## エンディング
平日本編後のエンディング5秒は視聴者から寄せられた「空飛ぶ〇〇！」をテーマに寄せられた写真・イラストを紹介する。
2023年1月20日の第76回は草刈正雄のワンショット写真で翌日の『探偵ロマンス』の、また、2月10日の第91回は濱田岳の動画で翌日の『探偵ロマンス』の最終回の番組宣伝であった。3月17日の第116回は大河内守役の吉川晃司のコンサートの動画であった。3月27日の第122回は語りのさだまさしのコンサートの写真であった。3月31日の最終回である第126回は主人公の舞役の福原遥の写真であった。

## 関連番組

### スピンオフ番組
- FMシアター 歌をなくした夏（2023年8月26日、NHK-FM）[228][229]
  - 舞と貴司が結ばれた2年後が舞台。秋月史子とリュー北條が主人公。
  - 声の出演：八木莉可子、川島潤哉、毎田暖乃、中道裕子、小松健悦、森本竜一

### 特集番組
- もうすぐ！ NHK連続テレビ小説『舞いあがれ！』（2022年9月22日、総合・関西 / 23日、総合・全国）[230][231]
- 来週スタート！ NHK連続テレビ小説『舞いあがれ！』スペシャル（2022年9月30日、総合・関西）[230][232][注釈 53]
- 『舞いあがれ！』中継スペシャル（2022年10月15日、総合・関西・九州沖縄地方の一部）[注釈 54]
  - 福原遥、長濱ねる（前半中継パート）
  - 高畑淳子、長濱ねる、川口春奈（ナレーション[注釈 43]）（後半ドキュメンタリーパート）[234]
- 『舞いあがれ！』リトルトリップ 〜五島列島・福江島（2022年10月22日、総合）高畑淳子、長濱ねる、川口春奈（ナレーション）[219]
- 『舞いあがれ！』およぉ！長崎・五島の魅力ば語ろうで「出演者によるトークショー」（2022年11月16日、総合・長崎 、11月19日、総合・九州沖縄地方）高畑淳子、長濱ねる、鈴木浩介
- まだ間に合う！連続テレビ小説『舞いあがれ！』（2022年11月19日、総合 11月26日、BSプレミアム）[235] - 11月21日からの航空学校編のスタートに合わせて、これまでのストーリーのダイジェストや福原、赤楚、山下を交えた座談会、航空学校編で新たに登場する出演者インタビューやメーキングを生放送した[注釈 53]。
- back number×舞いあがれ！〜アイラブユーはこうして生まれた〜（2022年11月22日、総合）back number、福原遥、新井風愉[236][237]
- 『舞いあがれ！お正月スペシャル』（2023年1月2日、総合・関西[注釈 55] / 2023年1月3日、総合・全国） - 福原、山口、くわばた、長濱、浅田[238]
- 舞いあがれ！癒やしの島で夢を見つけた〜長崎・五島列島 奈留島〜（2023年2月4日、総合・九州沖縄地方） - 長濱

#### 司会・MC
- 離島で発見！ラストファミリー（2022年9月28日[239]、総合） - MC：長濱ねる[240]
- クッキンアイドル アイ!マイ!まいん!「全国の料理特集（4編）」（10月22日、総合・全国）[注釈 56]
- 第22回わが心の大阪メロディー（2022年10月25日、総合） - 司会：福原遥[242]
- 長濱ねるの五島列島SDGs旅（随時放送） - 五島列島を訪れ、SDGsへの取り組みを取材したミニ番組[注釈 57]

## 関連イベント
- “舞いあがれ！”第2週パブリックビューイングin東大阪[注釈 54]（2022年10月15日、旧東大阪市立三ノ瀬小学校 体育館[注釈 58]）[243] - ゲスト：福原遥、古舘寛治
- 舞いあがれ！舞台地トークショー 2022年10月29日 出島メッセ長崎 [244]・[245]
  - 高畑淳子、長濱ねる、鈴木浩介によるトークショー（長崎市共催）
- 連続テレビ小説「舞いあがれ！」巡回展 in 長崎[注釈 59]
  - 2022年11月3日 - 7日：大村市・コレモおおむらイベント広場
  - 2022年11月9日 - 13日：長崎市・みらい長崎ココウォーク2階「ココスクェア」
  - 2022年11月16日 - 20日：長崎市総合観光案内所（長崎駅構内）
- BKワンダーランド（大阪放送局局舎公開） 2022年11月5・6日[247]
  - スタジオセット見学会（T1スタジオ）、出演者のパネル写真・ドラマのPR資料の展示、福原ら出演者によるトークショー（6日15時- NHK大阪ホール）[248]、朝ドラミニコンサート（1Fアトリウム特設ステージ）
- NHK連続テレビ小説「舞いあがれ！」トークショー（NHK BS4K FUN! FUN! ミーティング〜ついてる？4K 押してる？4K〜） 2022年11月22日 東京ポートシティ竹芝[249]
  - BS4K放送普及促進のための展示会の一環として山崎紘菜によるトークショー
- 「舞いあがれ！」感謝祭（2023年3月31日、東大阪市文化創造館） - 福原遥、赤楚衛二、高橋克典、桑原亮子、俵万智[250][251]

## 関連商品

### 書籍
ドラマガイド（NHK出版）
- NHKドラマガイド・連続テレビ小説「舞いあがれ！」 Part1（2022年9月26日、ISBN 978-4-14-923602-5）
- NHKドラマガイド・連続テレビ小説「舞いあがれ！」 Part2（2023年1月25日、ISBN 978-4-14-923603-2）

ムック（宝島社）
- TJ MOOK 連続テレビ小説 舞いあがれ！ FANBOOK（2023年1月25日、ISBN 978-4-29-9035707）

楽譜（NHK出版）
- 連続テレビ小説 舞いあがれ！ アイラブユー（作詞・作曲 清水依与吏、2022年11月5日、ISBN 978-4-14-055424-1）

劇中アンソロジー歌集 (KADOKAWA)
- トビウオが飛ぶとき 「舞いあがれ！」アンソロジー (著：桑原亮子 2023年5月29日、ISBN 978-4-04-897592-6）

## 視聴率
初回視聴率は16.3%、平均視聴率は15.6%、最高視聴率は第10回の16.9%（関東地区、ビデオリサーチ調べ）。

## 受賞
- 第31回橋田賞[252]
  - 新人賞（目黒蓮）[253]
- 第115回ザテレビジョンドラマアカデミー賞[254]
  - ドラマソング賞（back number「アイラブユー」）[255]
    - 助演女優賞は永作博美（岩倉めぐみ役）が2位となった[256]。
- 第48回エランドール賞
  - 新人賞（目黒蓮）[257]
    - 赤楚衛二（梅津貴司役）も同賞にノミネートされたが[258]、こちらは受賞を逃した。

## その他
- 本作第4回で哀川翔扮する木戸豪が修理するトランジスタラジオ「アポロンAR-64」は連続テレビ小説第96作『ひよっこ』にて、有村架純扮する主人公（谷田部みね子）が集団就職で入社し、工員として製作していた製品であったと云われる[259]。
- 第21回放送日前日の2022年10月30日、梅津勝がファンだった大阪近鉄バファローズの後継球団、オリックス・バファローズがチーム改名後、初の日本一に輝いた[260][261]。
- 第54回で舞（福原遥）と柏木（目黒蓮）との2ショットシーンで咲いていた花は、山崎健太郎の副音声ナレーションで言っていたラベンダーではなく、ブルーサルビアだったと判明[262]、土曜日のBS再放送では、副音声の一部が消去（変更）されて放送された。
- 第116回に祥子が貴司に薦められ読み耽った本は、連続テレビ小説第21作『おていちゃん』のヒロインのモデル・沢村貞子の代表作の1つ『私の台所』である[263]。
- 第124回（総合初回）終了後、「第95回記念選抜高等学校野球大会」オープニングの「旅客機が煙を吐いて飛んでいる映像」に切り替わると、実況担当の酒井博司アナが、「『舞いあがれ！』と同じように残り3日 クライマックスを迎える第95回センバツ高校野球、 物語はパリの（新型コロナウイルスに伴う）ロックダウンが描かれていましたが、2023年春様々な制限を乗り越えて青空のもと、声出し応援と言う高校野球の熱気が戻って来ています」と朝ドラ受けをした[264]。
- 連続テレビ小説第104作『おかえりモネ』から4作連続で、放送時点よりも未来までを描いた作品となった[265]。
- ドラマと同時代に短歌で空前のベストセラーとなり「非正規歌人」とメディアで呼ばれていた萩原慎一郎『歌集 滑走路』の帯文も書いている俵万智が自身のTwitterで「非公式応援歌人」と名乗り、番組の感想や自作の短歌を投稿していた。最終回当日に行われる「舞いあがれ！感謝祭」に出演した[266][267]。
- 『歌集 滑走路』の版元の角川書店から、劇中で使われた桑原亮子による短歌をまとめた歌集『トビウオが飛ぶとき 「舞いあがれ！」アンソロジー』が、俵万智の解説で発売されることが決まった[268]。
- 2023年7月29日の『ワールドラグビーパシフィックネイションズカップ』日本対トンガ戦（花園ラグビー場）に、松尾諭と山下美月が「親子が再共演」として副音声に出演[269][270]。